# Progresszív rock
A progresszív rock (gyakran csak prog rock vagy prog) a rockzene egyik válfaja, mely az 1960-as évek második felében alakult ki. Népszerűségének csúcsa az 1970-es években volt, de még ma is vannak művelői (Dream Theater, The Flower Kings, Spock’s Beard, Marillion). Ezek a zenekarok a progresszív szót már nem eredeti értelmében használják, mivel a tényleges kísérletezés helyét az egyéni hangszeres teljesítmények vették át. Az elődök által képviselt stílust jelentősen átalakították.
A progresszív rockot játszó zenészek elutasítják a popzene korlátozásait, műveiket (amelyek kifinomultsága gyakran a klasszikus zenével vetekszik) figyelmes hallgatásra szánják. Gyakran építenek zenéjükbe folk- és világzenei elemeket.
A progresszív rockra jellemző a dinamikus és virtuóz előadásmód, bonyolult ritmusstruktúrák, váratlan tempóváltások, változatos hangszerelés, vagy épp a stúdióban zajló utómunka, keverés során alkalmazott effektek széles tárháza. A rock többi, jól táncolható és háttérzenének is hallgatható típusával ellentétben zenéjüket a tudatos elmélyülésre hajlandó hallgatóknak szánják.
A leghíresebb olyan zenekarok, amelyek az 1970-es években e stílusban alkottak: Jethro Tull, Yes, Genesis, Pink Floyd, Electric Light Orchestra, Emerson, Lake & Palmer, Rush, Gentle Giant, King Crimson és Bonnie Tyler. Az irányzat hazai képviselői közül néhány: After Crying, Kérdőjel, Panta Rhei, Solaris, Syrius, V’73, Yesterdays, East, Omega, Mini.

## A progresszív rock jellemzői
A progresszív rockot játszó zenekarok, zeneszerzők karakterét nehéz néhány jellemzővel úgy megfesteni, hogy az általános érvényű legyen az egyébként szerteágazó stílusirányzatot felvonultató együttesekre. Ezzel együtt néhány stílusjegy többé-kevésbé jellemzi a progresszív rockot művelő zenészek alkotásait, előadásmódját, stílusát.
- A kompozíciók többnyire hosszú lélegzetűek, nem ritka a 20 percet is meghaladó szerzemény. A szerzők témáikat gyakran tételekre osztják, hasonlóan a klasszikus zenekölteményekhez.
- Bár a progresszív rockot a tudatos témafeldolgozás, annak aprólékos, cizellált zenei kifejtése jellemzi, mégis, szinte minden lemezen találhatunk egy-egy olyan dalt, amely „elszakadva” a műtől, önálló életet él. Jó példa erre az Another Brick in the Wall a The Wall című Pink Floyd albumról.
- A progresszív rock művelőinek hangszerhasználata is e stílusra jellemző jegyeket mutat. Az elektronikus és akusztikus hangszerek (szintetizátor, orgona, zongora, fuvola) mellett a zenekarok vokális stílusa is sajátos.
- A progresszív rock előadóit nem kötik meg olyan zenei konvenciók, mint a szokványos 4/4-es ritmusképletek, vagy az egy zeneszám – egy hangnem világa. Egy zenei gondolat megvalósításához éppúgy hozzátartozik a változó ritmuskép, a dinamikusan változó tempó, mint a hangnemek közötti virtuóz átjárás alkalmazása és az extrém széles dinamikatartomány kihasználása.
- A progresszív rock legjobb képviselőire a virtuozitás, hangszerük (hangszereik) professzionális használata a jellemző. Előadóik, zeneszerzőik között nem ritka a magas szintű zenei előképzettségű művész – de számos „iskolázatlan” is van köztük –, fontosabb tehát a zsenialitás és a tehetség. A megszerzett képességeket – többek között – szimfonikus jellegű műveikben érhetjük tetten. Jó példa erre az Emerson, Lake & Palmer Works Volume 1. című gyűjteményén a Piano Concerto No. 1 szerzemény.

## A progresszív rock története

### Előfutárok
Hogy pontosan ki tekinthető az első progresszív rockzenekarnak, arról megoszlanak a vélemények. A többség a King Crimson 1969-es In the Court of the Crimson King albumának megjelenésétől számítják a progresszív rock kezdetét, habár ekkor az irányzat későbbi nagyágyúi már javában dolgoztak.
Az új hangzásvilághoz új hangszerek is kellettek. Ilyen volt a mellotron, melyet nevezhetünk a rock csembalójának, vagy akár szimfonikus zenekarának is. Szintén ide sorolható a Moog-szintetizátor, mely annyira bonyolult szerkezet volt, hogy számos zenekar (pl. a The Rolling Stones) le is mondott a használatáról.
A stílusnak számos előfutára nevezhető meg, melyek közös jellemzője, hogy hátat fordítottak a rockzenében addig megszokott dalformáknak és szerkezeteknek, valami újra, szokatlanra törekedtek. 1966-ban Frank Zappa és zenekara a The Mothers of Invention megjelentette Freak Out! albumát, melyen addig szokatlan megoldások egész garmadája volt hallható: zörejek, emberi hangok, free jazz, banális pop, elektronikus és modern hangszerek. Egy évvel később a Beatles kiadta a Sgt. Pepper’s Lonely Hearts Club Band albumát, melyen szintén nagy számban voltak jelen a pszichedelikus rockra és az art rockra hajazó megoldások.
Szintén 1967-ben jelent meg a The Moody Blues Days of Future Passed lemeze, melyen a Londoni Fesztivál Zenekar is közreműködött, tovább színesítve a zenekar pszichedelikus, bluesos zenéjét. A Pink Floyd 1967-es The Piper at the Gates of Dawn albuma is mérföldkőnek tekinthető a progresszív rock történetében, de említésre méltó a Caravan cím nélküli első albuma is, melyen sikeresen ötvözték a pszichedelikus rockot a jazzmuzsikával. Fontos mérföldkő az Iron Butterfly 1968-as In-A-Gadda-Da-Vida lemezének címadó dala is, mely 17 perces hosszável az egyik első progresszív rock eposz. Az amerikai Love 1967-ben adta ki Da Capo lemezét, melyen helyet kapott a 19 perces Revelation, utat nyitva ezzel a progresszív rock nagylélegzetű opuszaihoz. Jimi Hendrix Are You Experienced? albumával pedig az elektromos gitár használatát tekintve mutatott utat a következő generációknak.
A fenti előadók inkább pszichedelikus törekvéseikkel járultak hozzá a progresszív rock későbbi arculatához, azonban voltak, akik a komolyzenéből merítettek, vagy szimfonikus hangzásokkal próbálkoztak. Az irányzat első nagy "klasszicista" slágerét a Procol Harum A Whiter Shade Of Pale kislemeze jelentette, mely egy Bach-kantáta motívumaiból komponált dal volt. Egy templom alagsorában vették fel, mely egyedi hangszerelése és zenei világa miatt óriási feltűnést keltett. Az idők folyamán több mint 11 millió darabot adtak el belőle. Ez arra ösztönözte a rockzenészek egy részét, hogy más klasszikus zeneszerzők műveit "fordítsák le" a rock nyelvére.
Köztük Keith Emersont is, aki 1967-ben hozta létre a Nice zenekart. A Nice volt az első zenekar, akik ezt az akkoriban barokk rocknak vagy szimfonikus rocknak nevezett stílust művelni kezdte. Eleinte popdalok ugyanúgy szerepeltek repertoárjukban, mint jazzes és klasszikus elemeket tartalmazó instrumentális darabok. Később azonban egyre nagyobb teret nyert a komolyzene hatása. Élőben is előadásra került Johann Sebastian Bach III. Brandenburgi versenyének rock-átirata, de Csajkovszkij VI. szimfóniáját és Antonín Dvořák Újvilág szimfóniáját is előadták. A Nice talán legerősebb munkája az 1969-es Five Bridges, melyet nagyzenekarral kiegészülve rögzítettek. A koncertlemez egészen sajátos módon ötvözte a pszichedelikus rockot, a jazzt, a popzenét és a klasszikus zenét. Mire a korong megjelent, a Nice már szétesőben volt, 1969-ben fel is oszlott. Keith Emerson ezt követően hozta létre az 1970-es évek egyik sikertörténetét Emerson, Lake & Palmer néven.
1969-ben a Deep Purple Londonban bemutatta a zenekar billentyűsének, Jon Lordnak háromtételes művét: Concerto for Group and Orchestra. Az előadásra szeptember 24-én a patinás Royall Albert Hall-ban került sor, mely az első alkalom volt, hogy rockegyüttes szimfonikus nagyzenekari kísérettel lépett színpadra. Következő lemezükön azonban már eltűntek a progresszív hajlamok. Az 1970-es In Rockra már úgy emlékszik vissza az utókor, mint a hard rock egyik örökzöld klasszikusára.
Megemlítendő még a Soft Machine zenekar is, ők a progresszív rock és a jazz-rock későbbi képviselőire egyaránt nagy hatást gyakoroltak. A főként pszichedelikus dalokat tartalmazó The Soft Machine album 1968-ban jelent meg. A következő Volume Two albumon már előtérbe kerültek a fúvós hangszerek, míg a következő lemezek jazzes és kortárs elektronikus zenei elemekkel gazdagodtak. 1975-ben csatlakozott hozzájuk a gitárvirtuóz Allan Holdsworth, aki a progresszió felől egy jazzesebb irányba tolta az együttes szekerét.
A fenti előadók csak legfontosabb előfutárai a progresszív rock megszületésének, rajtuk kívül még számtalan együttes próbálta elhagyni a kiszámíthatóvá vált zenei formulákat, az elavult megoldásokat. Míg a korai beat- és rockegyüttesek viselkedésükkel, öltözködésükkel lázadtak, addig a fenti előadók egy része a zene nyelvén lázadt, létrehozván ezzel az 1970-es évek talán legszínesebb és zeneileg leginnovatívabb zenei áramlatát, a progresszív rockot.

### Az első progresszív zenekarok
Mint ahogy arról korábban már szó volt, a többség a King Crimson debütáló lemezétől számítja a progresszív rock történetét. Az 1970-es évekre ez a zenei irányzat is számtalan részre tagolódott. A korszak leghírhedtebb és legnagyobb hatású progresszív rockegyüttesei a King Crimson, a Genesis, az Emerson, Lake & Palmer, valamint a Yes voltak. Szokás őket a négyek bandájaként is emlegetni. Ide lehetne még sorolni a Pink Floyd nevét is, de ők ekkoriban (1960-as évek vége, korai 1970-es évek) még inkább álmodozós spacerockot játszottak.
Ha egyetlen zenekart kellene megnevezni, mely zenei világával leginkább kifejezi azt, amit progresszív rocknak nevezünk, akkor a többség valószínűleg a King Crimsonra szavazna. Debütáló lemezük 1969-ben jelent meg, In the Court of the Crimson King címmel. A korong rendhagyó zenei megoldásokkal hívta fel magára a figyelmet. A lemezt nyitó 21st Century Schizoid Man a stílus egyik legismertebb dala, ráadásul egy olyan súlyos metal riff hallható benne, melyet Tony Iommitól eredeztet a rockrajongók többsége. A King Crimson egészen 1974-ig dolgozott, elkészítve több klasszikus lemezt is. Ezeken a korongokon sok minden összesűrűsödött, ami akkoriban a levegőben volt: gótikus atmoszféra, nyers rockerő, pszichedelikus és szimfonikus hangzások, jazzes ritmusok, bartóki szigor és wagneri mélységek. Aztán az állandó tagcserék benyújtották a számlát: a King Crimson egészen az 1980-as évek elejéig nem hallatott magáról. Közben Robert Fripp projektjei élén folytatta zenei kalandozásait.

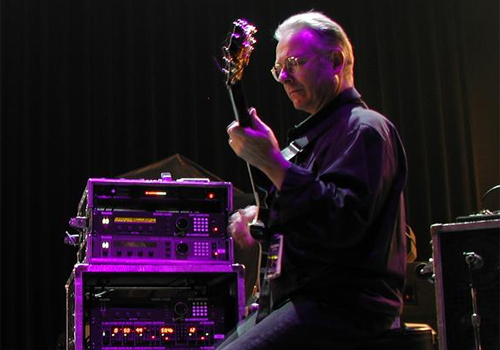
Robert Fripp experimentális és avantgárd ötletekkel gazdagította a gitározást

Szintén az első progresszív rockzenekarok közé tartozik a Yes is. Már megalakulásuk után egyből a kor egyik legnépszerűbb brit együttese, a Cream előtt játszhattak. Sokan úgy gondolták, hogy a Led Zeppelin mellett a Yes fogja meghatározni az 1970-es évek hangzását. Első lemezeik is figyelemreméltó alkotások voltak, de a Yes igazi arca 1971-re alakult ki, amikor létrejött klasszikus felállásuk Steve Howe csatlakozásával. Az 1971-es Fragile és az 1972-es Close to the Edge albumok kétségkívül a progresszív rock csúcsalkotásai közé tartoznak. Utóbbin található a progresszív rock emblematikus dala, a 18 perces Close to the Edge is. A Yes zenéjét a komolyzenei és szimfonikus hatások mellett nemcsak Jon Anderson magas énekhangja határozta meg, de a tagok virtuóz hangszerkezelése is. Steve Howe és Rick Wakeman tekintélyt parancsoló szólói, Bill Bruford poliritmikus dobolása és Chris Squire (wah-wah pedállal, és tremolo-val megbolondított) basszusozása kalapemelésre késztették a kritikusokat is. Fénykorukban szinte minden valamire való szakmai szavazáson a dobogóra kerültek. Aztán őket is tagcserék sújtották, ennek ellenére tovább folytatták, habár az 1970-es évek második felében készült lemezeiket már nemcsak a kritika, de a rajongók sem fogadták kitörő lelkesedéssel.

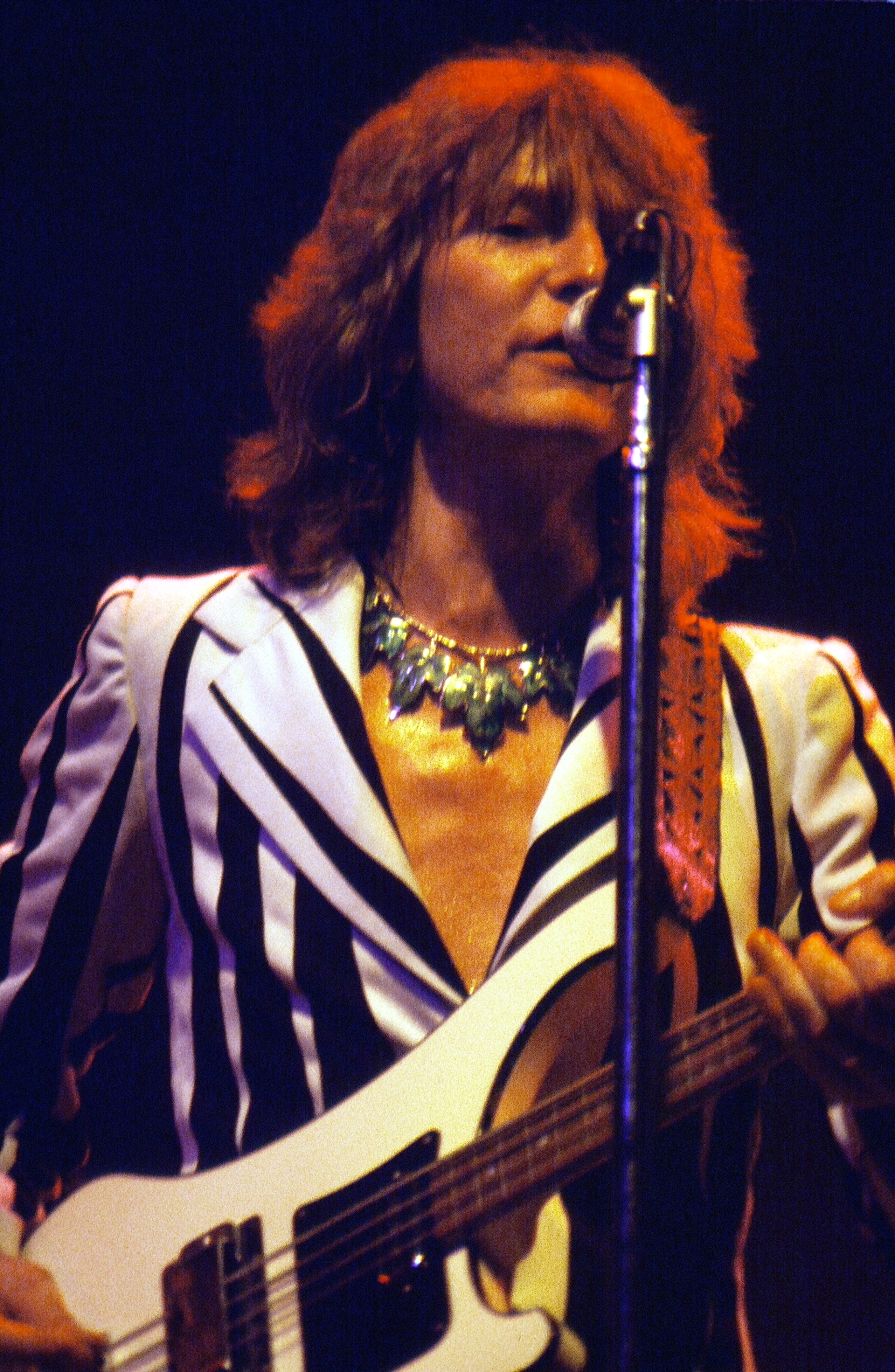
Chris Squire basszusgitárosként az elsők között alkalmazott elektromos gitáreffekteket.

A diákkori barátságból alakult Genesis 1969-es debütlemeze szinte észrevétlen maradt, de amit az 1970-es évek eleji lemezeikkel megalkottak, az a progresszív rock fénykorának kiváló lenyomata. Bonyolult, de kifinomult zene, sötét tónusú, drasztikus és horrorisztikus szövegek jellemezték ekkoriban a Genesis zenéjét. 1972-es Foxtrot lemezükön található az egész B oldalt betöltő, 23 perces Supper's Ready, mely a stílus egyik sokat emlegetett dala. A Genesis a koncertek alkalmával kisebb színpadi előadásokat produkált, amiben az énekes Peter Gabriel játszotta a főszerepet. Bizarr viselkedése, színpadi akció és arcfestése tovább növelte a Genesis hírnevét. 1975-ben Gabriel kilépett, hogy szólóban folytathassa, ekkor döntöttek úgy, hogy Phil Collins veszi át a mikrofont. Az 1970-es évek második felében készült lemezeik azonban már nem olyan fontosak a progresszív rock fejlődésének szempontjából.
A négyek bandájának utolsó tagja az Emerson, Lake & Palmer is az 1970-es évek egyik legsikeresebb progresszív rockzenekara volt. A formáció tagjai korábban már olyan zenekarokban bizonyítottak, mint a Nice (Keith Emerson), a King Crimson (Greg Lake), vagy az Atomic Rooster (Carl Palmer). 1974-ig kiváló albumokkal és felejthetetlen színpadi előadásokkal nyűgözték le a kritikusokat és a rajongókat egyaránt. Ekkoriban születtek meg legismertebb dalaik is (Lucky Man, From the Beginning). A zenekar hírhedtté vált komolyzenei feldolgozásairól is, melyekben Keith Emerson megmutathatta virtuozitását is. Az 1970-es évek közepére azonban annyira megromlott köztük a viszony, hogy az évtized második felében gyakorlatilag már csak papíron léteztek. Az 1978-as Love Beach album is csak azért született meg, hogy eleget tegyenek szerződési kötelezettségeiknek.

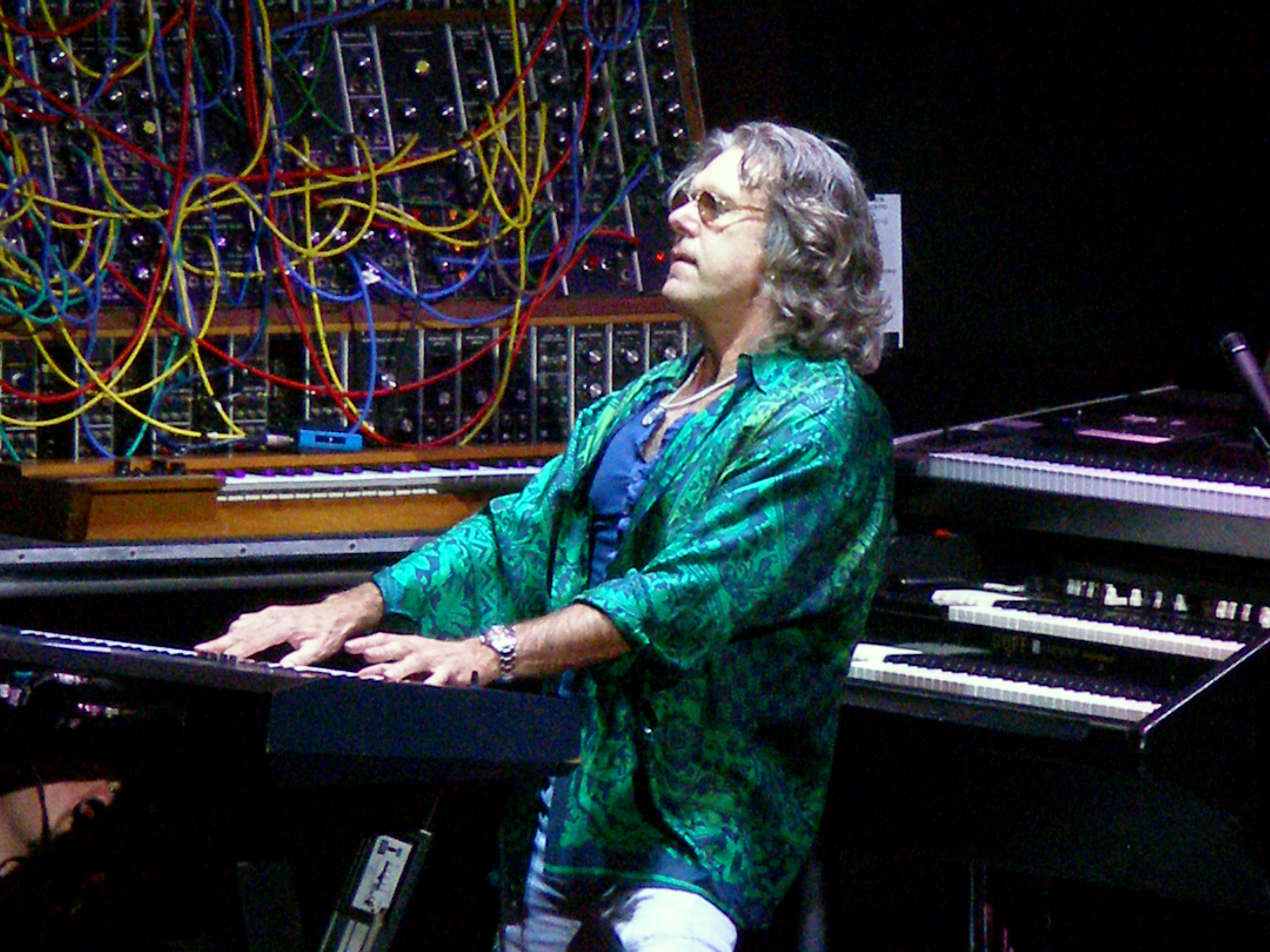
Keith Emerson a billentyűs hangszerek virtuóza.

A fenti négy zenekar természetesen csak a legsikeresebb és legnagyobb hatású együttesek voltak, rajtuk kívül még számtalan progresszív rock előadó készített minőségi lemezeket. A progresszív rock fénykora, legismertebb előadói és albumai Angliához köthetőek. Ez nem jelenti azt, hogy más országokban vagy földrészeken nem voltak vagy vannak hagyományai az effajta zenének. Az 1970-es években a progresszív rock is hamar elkezdett osztódni, más stílusokkal érintkezni. Így a műfajnak több irányzatát különböztetjük meg.
Így a klasszicizáló formációkat (Yes, a Genesis, az Emerson, Lake & Palmer, a Traffic vagy a Renaissance), a kísérletezők (King Crimson, Gentle Giant), a jazz felé hajlókat (Soft Machine, Colosseum), a folkgyökerűeket (Jethro Tull, Strawbs) és a magányos különutasokat is (Van der Graaf Generator, Mike Oldfield).
A másodhullámból is rengeteg zenekar érdemel figyelmet, így a Traffic is. A Blind Faith feloszlása után újraéledt zenekar főleg az 1970-es évek első felében alkotta meg legemlékezetesebb lemezeit.
A Supertramp inkább a könnyen emészthető zenekarok táborát erősíti, de a "csodahangú"-nak titulált Roger Hodgson nem ijedt meg a tízperces terjedelmű melódiáktól sem. Richard Davies elvontabb, kevésbé fülbemászó, komolyabb dalokat írt, hajlamosabb volt az elmélyülésre, a bonyolultabb zongorajátékra, s szövegeikben gyakran fogalmazott meg politikai, filozófiai gondolatokat.
A kanadai Rush triót szokás hard rock és progresszív rockzenekarként is emlegetni. Korai lemezeik (főleg az első) Led Zeppelin hatásokban bővelkedő alkotások, de az 1976-os 2112 és annak 20 perces címadó dala egyértelműen progresszív rock klasszikus. Későbbi lemezeiket is a hard rock dinamizmusa és a progresszív megoldások keveréke jellemzi, az 1980-as években azonban inkább a billentyűs hangszerek és az elektronika dominált lemezeiken. Talán a Rush büszkélkedhet a progresszív rockzenekarok közül a legegységesebb diszkográfiával, valamint a kanadai trió azon zenekarok egyike, akik nem igazán adtak ki korábbi önmagukhoz képest gyengébb lemezeket.

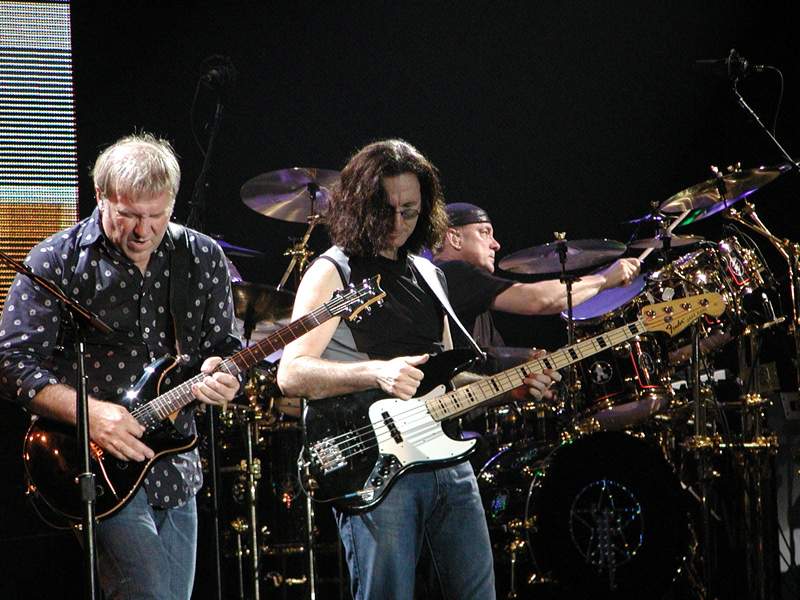
A Rush 2004-ben.

A Colosseum az 1960-as évek végén az egyik legreménytelibb progresszív rockegyüttes volt. A zenekart John Mayall egykori zenészei hozták létre, 1971-es feloszlásukig mindössze két albumot jelentettek meg. Ezt követően Colosseum II néven jazz-rockot játszottak, majd 1994-ben újjáalakult a "klasszikus" Colosseum is.
Szintén a másodvonalba tartozik a Gentle Giant is, akik eklektikus és experimentális nagylemezeket adtak ki. 1980-ig játszottak együtt, több figyelemreméltó lemezt is készítve, melyeken minden benne volt, ami a Gentle Giant sajátja: többszólamú vokálok, szokatlan ütemek, klasszikus zenei betétek, furcsa ellenpontozások.
A Yes-féle vonulatba tartozott a Camel, akik főként instrumentális zenéjükkel tettek szert kisebb rajongótáborra az 1970-es évek közepén. A nagyobb sikert azonban az évtized végén kiadott popos hangvételű lemezeik hozták meg.
A Renaissance jellegzetes hangzása többek között Annie Haslam énekesnőnek köszönhető, ő azonban nem volt jelen a kezdeteknél. A zenekart két egykori Yardbirds tag, Keith Relf és Jim McCarty alakította a progresszív rock és a folk keresztmetszetén, de dalaikban szívesen idéztek Bach, Chopin, Debussy műveiből is. Legerősebb lemezeiket ők is az 1970-es évek derekán készítették.
A King Crimson nyomdokain elindult zenekarok közül talán a Jade Warrior produkálta a legfigyelemreméltóbb életművet. Zenekarukat a japán jádé szamurájokról nevezték el. Hangulat- és tempóváltásokban gazdag instrumentális dalaik a korszak érdekes lenyomatai. Zenéjük hozzájárult az ambient megerősödéséhez is, melynek születését Brian Eno nevéhez szokás kötni.
Az art-rock és a progresszív rock stílusba is besorolható Audience erős korongok után 1975-ben oszlott fel, míg a londoni Quatermass Black Sheep of the Family dalával aratott sikert. A Catapilla két erős lemezt hagyott az utókor számára, de a Van der Graaf Generator hatásokat mutató Gnidrolog is figyelemre méltó a rendkívül erős kínálatból.
A folk hatású progresszív rock zenekarok közül kétségkívül a Jethro Tull a legismertebb. Progresszív rockos korszakuk 1972-től köszöntött be. Az 1972-es Thick as a Brick egy konceptalbum volt, egyetlen 43 perces dallal. Ezt további nagy lélegzetű, progresszív rockos, zömében konceptalbumok követték az 1970-es évek végéig. Az 1980-as évektől azonban egyre inkább az elektronikai lemezek jellemezték őket.
Az amerikai Kansas korai lemezein bőven voltak progresszív rock elemek is, de aztán a rádióbarátabb, rockzene felé fordultak.
A skót folkelőadó Donovan is egyre inkább a pszichedelia irányába sodródott, de a blues és a jazz is megjelent zenéjében.
A Fairport Conventiont is szokás megnevezni, mint folk hatású rockelőadót, bár zenéjük csak elvétve tartalmaz progresszív elemeket.
Szintén a folk és a progresszív rock határmezsgyéjén alkotott a Strawbs is. Itt kezdte Sandy Denny is aki később a Fairport Convention énekesnője lett, de Rick Wakeman is, aki az 1970-es évek egyik billentyűsztárja lett, miután a Yeshez csatlakozott.
Érdemes még megemlíteni a jazzes gitárszólókkal dolgozó Trees nevét, a kortárs avantgárd zenével érintkező Comust, a klasszikus zenét folkkal és progresszív rockkal keverő Spirogyra nevét, a besorolhatatlan East of Edent és a Dando Shaft nevét is.
A Van der Graaf Generator még 1967-ben alakult. Első demójukon még inkább bluesos, jazzes zene volt hallható. 1969-es The Aerosol Grey Machine lemezükön azonban már erőteljes progresszív rock volt hallható, jazzes és klasszikus zenei hatásokkal. 1972-es feloszlásukig még két remek progresszív rocklemezt publikáltak, majd Peter Hammill többször újjáalakította az együttest. 2009-ben Budapesten is adtak koncertet.
Mike Oldfield is hozzájárult a progresszív rock történetéhez, többek között 1973-as Tubular Bells albumával és instrumentális kompozícióival. Ennek ellenére nem szokás progresszív rock előadóként emlegetni, de ez igaz a brit Hawkwind együttesre is, akik inkább space rock és hard rock lemezekkel álltak elő, de a progresszív rockból is sokat merítettek.
1971-re véget ért a Pink Floyd pszichedelikus, space rock korszaka, így a Meddle albumtól őket is inkább a progresszív rock stílusba sorolhatjuk. Mindjárt a Meddle lemezen megalkották a progresszív rock talán leghíresebb dalát, az egész B oldalt elfoglaló 23 perces Echoes dalt. Az 1973-as The Dark Side of the Moon, az 1975-ös Wish You Were Here, az 1977-es Animals és az 1979-es The Wall albumokkal aztán beléptek a szupersztárok körébe.

#### Progresszív rock Európában
Az öreg kontinensen talán Olaszország termelte ki a legerősebb progresszív rockegyütteseket az 1970-es években. A legismertebb a Premiata Forneria Marconi vagyis a PFM volt. A Genesishez és a King Crimsonhoz hasonló zenét játszottak, de erős mediterrán ízekkel. 1973-ra már Angliában is hírnévre tettek szert, de az állandó tagcserék miatt későbbi lemezeik színvonala is egyre gyengült, ennek ellenére egészen 1987-ig aktívak voltak.
A PFM-hez hasonló sikereket más olasz zenekar nem ért el, pedig a Le Orme több erős lemezt is készített az 1970-es évek elején, de a pszichedelia irányából érkező Il Balletto di Bronzo, a jazz rockos Area, vagy a szimfonikus rock egyik mesterművét Contaminazione címmel elkészítő Il Rovescio della Medaglia vagyis az RDM is figyelmet érdemel.
Franciaországban a Magma vitte a legtöbbre. A formációt Frank Zappa, Igor Stravinsky, John Coltrane és a Soft Machine világa inspirálta. A névadó dupla debütlemez 1970-ben jelent meg, melyet további konceptalbumok követtek, melyek közül az 1973-as Mekanik Destruktiw Kommandöh Carl Orff, míg az 1974-es Wurdah Itah Bartók Béla hatását mutatja.
Fontos megemlíteni a Gong nevét is, melynek Camambert Electrique című 1971-es nagylemeze tekinthető progresszív rock mesterműnek. Az együttest a Soft Machine egykori gitárosa Daevid Allen alakította. Allan Holdsworth gitáros belépésével egy jazzesebb irányba mozdultak el.

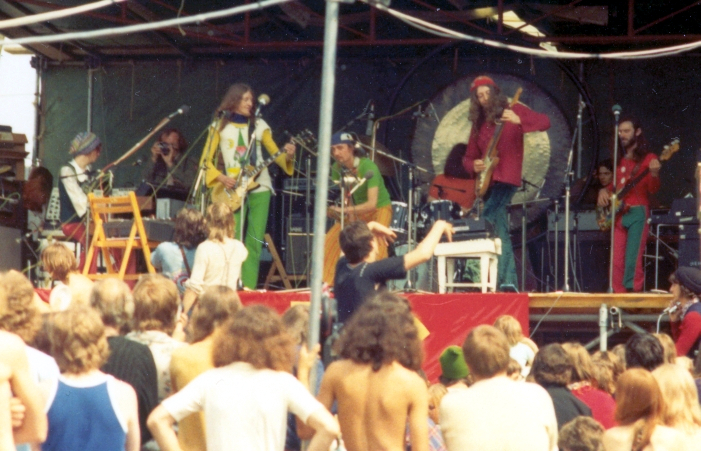
A Gong Franciaország egyik leghíresebb progresszív rock zenekara. A képen egy 1974-es Hyde Park-beli koncert látható.

Olaszország és Franciaország mellett még Németország nyugati részén jöttek létre nemzetközileg is elismert progresszív rockzenekarok. Az Amon Düül zenekar romjaiból jött létre az Amon Düül II 1968-ban. Eleinte a pszichedelikus hatások voltak túlsúlyban, amit aztán a progresszivitás váltott fel.
Fontos még az Ash Ra Tempel neve is, kik három, a phszichedelikus és a space rock határán mozgó lemezt készítettek el. Ide sorolandó még a progresszív rocktól az indusztriális zenék felé távolodó Faust, a főként instrumentális zenét játszó Guru Guru, valamint a hamburgi Nektar, mely Amerikában is aratott kisebb sikereket.
A Kraftwerk, a Tangerine Dream, a Neu! és a Can is progresszív mogoldásokat tartalmazott, de ők egyre inkább a kísérleti zenék irányába mozdultak el, létrehozva ezzel a krautrocknak is nevezett stílust.
A korszakból még az alábbi előadók szereztek maguknak kisebb hírnevet: Caravan, Camel, Delivery, Egg, a német Eloy, az instrumentális zenében utazó szlovák Fermáta, a holland Focus, a Hatfield and the North, a jazz rockos Isotope, a Matching Mole, a National Health, a Soft Heap és a Wilde Flowers. Ezen zenekarok nagy része a Canterbury-szcénának is nevezett vonulathoz tartozott.
Ezen kívül Európa szinte minden országának voltak jelentős rockzenekarai már az 1970-es években is. Néhány példa a teljesség igénye nélkül:
- Csehszlovákia: Collegium Musicum, Blue Effect vagy más néven Modrý Efekt, Jazz Q Praha
- Finnország: Tasavallan Presindentii, Wigwam
- Jugoszlávia: Time
- Lengyelország: SBB
- Románia: Phoenix
- Svédország: Samla Mammas Manna

### A progresszív rock felemelkedése és hanyatlása
Az első progresszív rockzenekarok már megjelenésükkör széles sikereket könyvelhettek el. A King Crimson a Rolling Stones 1969-es Hyde Park-i koncertjén mutatkozott be, és gyakorlatilag nagyobb sikert arattak, mint Mick Jaggerék, sokan őket tartották a "következő Beatlesnek"
Az Emerson, Lake & Palmer már születésekor világhírűvé vált, hiszen a tagok már korábbi zenekaraik élén is sikeresek voltak.
A Genesis és a Yes is már a legnagyobb rocksztárok között találta magát az 1970-es évek közepére.
Rajtuk kívül még a Jethro Tull büszkélkedhetett több millió eladott lemezzel, a Pink Floyd pedig egyenesen a világ egyik leghíresebb zenekarává nőtte ki magát.
A progresszív rock kétségkívül 1968 és 1975 között élte fénykorát. Ehhez nagyban hozzájárult, hogy az 1960-as évek végére a beatzenekarok kiszámíthatóvá, egysíkúvá váltak. Nagy részük vagy feloszlott, vagy új elemeket épített zenéjébe. Utóbbira a leghíresebb példa a Beatles. A közönség értékelte az új hangokat, így fordulhatott elő, hogy az 1970-es évek első felében a progresszív rock lett a legéletképesebb rockzenei műfaj, a hard rock/heavy metal mellett.
Ehhez nemcsak a lemezek, de a koncertek is nagyban hozzájárultak. Az előadások minél nagyobb termekben, később már arénákban, vagy stadionokban zajlottak. A heavy metal együttesek soha korábban nem hallott hangerővel játszottak, a progresszív rockzenekarok pedig soha korábban nem látott színpadi show műsorokat produkáltak (Genesis, Emerson, Lake & Palmer). Előtérbe került a színpadi ruházat is, valamint a világítástechnikát is szokatlan módon alkalmazták. Mindezen tényezők nagyban hozzájárultak ahhoz, hogy a progresszív rock elérje népszerűségének csúcsát.
A sikerek azonban csak az 1970-es évek közepéig tartottak. 1975-re a King Crimson feloszlott, az új felállású Yesre már nem voltak annyian kíváncsiak mint néhány évvel korábban, a Genesis Peter Gabriel nélkül folytatta, Keith Emerson kezdetben lélegzetelállító színpadi mutatványai pedig kiszámíthatóvá váltak.
A progresszív rockegyüttesek az 1970-es évek második felére kifáradtak. Ennek okai a tagcserék következtében kiadott gyengébb lemezek (Yes, Genesis), melyek közül az Emerson, Lake & Palmer 1978-as Love Beach lemeze már feltűnően gyengére sikeredett.
Azonban más okai is voltak a progresszív rock hanyatlásának. A zenehallgatóság nagy részét ekkora már azok a fiatalok alkodták, akik az 1960-as, 1970-es évek fordulóján koruknál fogva még nem vásároltak lemezeket. Nagyrészüket nem érdekelték a virtuóz hangszeres előadások, a többtételes, epikus dalok. Őket a glam rock korai sztárjai érdekelték, majd 1976-tól hódító útjára indult a punk is, amit az 1970-es évek végén a diszkó váltott fel.
A punkzenészek nyíltan hangoztatták is, hogy gyűlölik a progresszív rockzenekarokat. A Sex Pistolsból Johnny Rotten rendszeresen mutatkozott "I Hate Pink Floyd" (Utálom a Pink Floydot) feliratú pólóban.

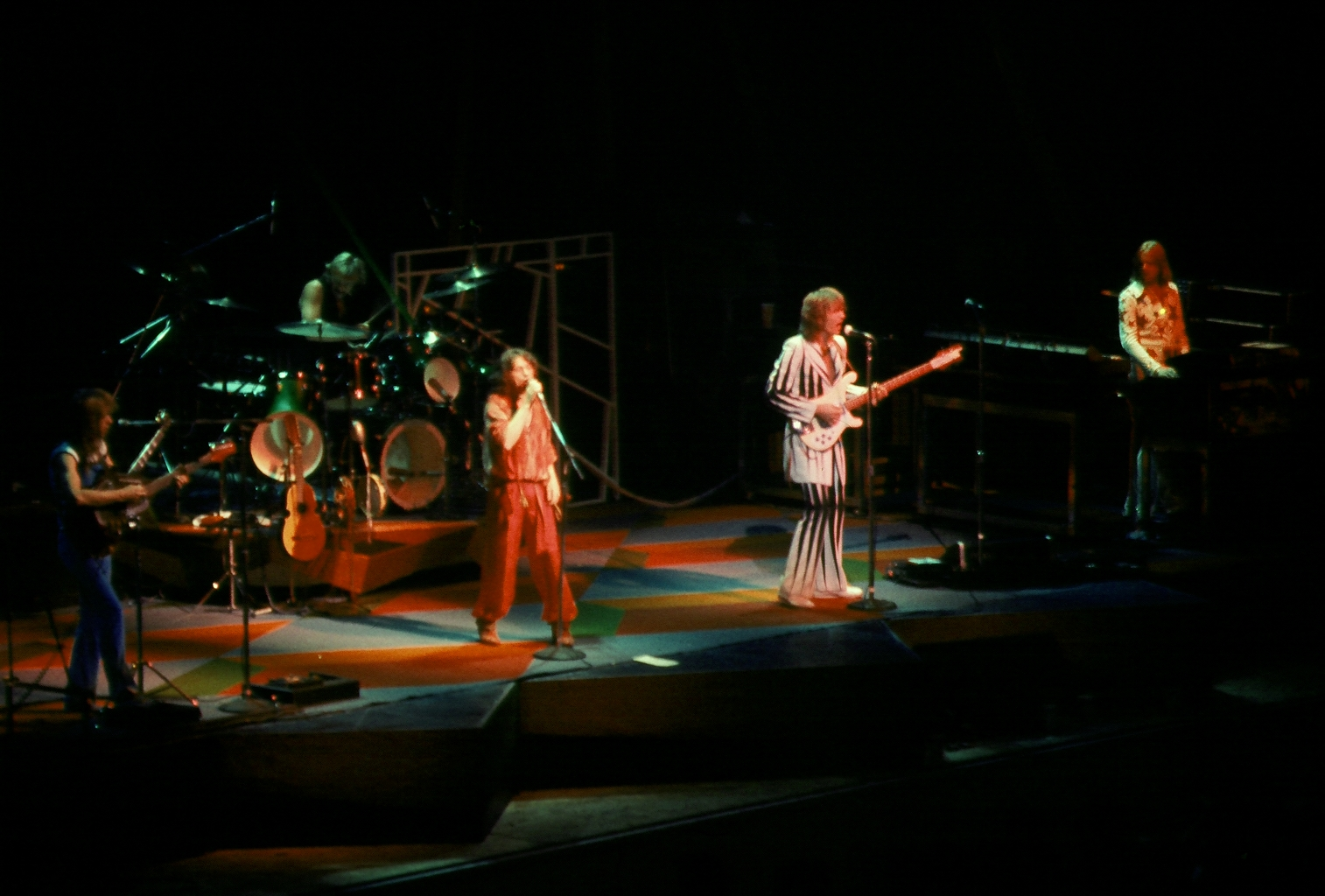
A Yes még 1977-ben is nagy tömegeknek játszott.

A progresszív rock ugyan válságos éveket élt át az 1970-es évek második felében, de ez nem jelenti azt, hogy akkor ne születtek volna erős lemezek a műfajban. A Rush az 1970-es évek második felében és az 1980-as években is helytállt, azonban a kevésbé sikeres előadók készítették el az igazán kiemelkedő lemezeket. Ez a válság azonban nem tartott sokáig, az 1980-as, de még inkább az 1990-es években újra felvirágzott a műfaj, habár akkora sikereket már soha nem ért el, mint az 1970-es évek első felében.

### Újjászületés: 1980-as évek
1980-ra a punk és a diszkó már kezdett a múltba veszni. A hard rock és főleg az angliából érkező heavy metal együttesek iránt pedig egyre nagyobb volt az igény. Ekkor indult útjára az "újhullám" is, melyet a gitárcentrikus, dúdolható és dallamos számok és a szintetizátor egyre intenzívebb használata jellemzett. E vonulat legismertebb képviselői már akkor is a The Police, a majd a Depeche Mode, a Duran Duran, és a The Cure voltak. Az újhullám azonban gyorsan eltávolodott rockzenei gyökereitől, és hamar ellentétévé vált a progresszív rock képviselte komolyságnak.
A régi progresszív rockzenekarok számára két választható út volt: vagy feloszlanak, vagy alkalmazkodnak a trendekhez. Többségük az utóbbit választotta, életben tartva ezzel a stílust az 1980-as években is.
A King Crimson újjáalakult 1981-ben. Robert Fripp és Bill Bruford mellett azonban már Tony Levin és Adrian Belew volt látható. 1984-ig több lemezt is készített ez a felállás, azonban a zene már egy új King Crimsont mutatott. A bonyolultság és a kísérletező hajlam megmaradt, de egyre inkább teret nyert az új hullám hatása, a dalok inkább poposak lettek. Korábbi sikereiket nem tudták megismételni, de jó néhány számuk maradt fenn ebből a korszakból is. Az Elephant Talk vagy a Three of A Perfect Pair ma már ugyanúgy hozzátartozik múltjukhoz. A régi rajongók egy részének nem tetszett az új irány, a fiatal zenehallgatók számára pedig túl elvont volt ezért a nagy sikerek elmaradtak, majd nem sokkal később fel is oszlottak.
Szintén a kommercializálódás útjára lépett a Yes és a Genesis. Az új gitárossal kiálló Yes a 90125 lemezre a kornak megfelelő elektronikus effekteket sorakoztatott fel. A sikerrecept bevált. A lemezből 6 millió darabot adtak el, a lemezről kimásolt Owner of a Lonely Heart pedig az egyetlen listavezető daluk lett.
A Genesis is populárisabb vizekre evezett. Az 1986-os Invisible Touch lemezből minden korábbinál több fogyott, és 5 dal is bekerült róla a Top 5-be.
1987-ben pedig elsőként töltötték meg négy egymás utáni este a Wembley Stadiont.
Az Emerson, Lake & Palmer 1985-ben feltámadt Emerson, Lake & Powell néven, ugyanis Cozy Powell ült már a dobok mögött, azonban csak egy nem túl erős lemez maradt utánuk.
A Pink Floyd szintén felmerészkedett a slágerlistákra, látványos koncertjeikkel pedig lenyűgözték a fiatalabb generációt is. A Jethro Tull elektronikusabb lett, Mike Oldfield és a Supertramp diszkósabb irányba fordult, a Rush, a Camel pedig rövidebb számokat írt. Nem volt már igény a többtételes zeneművekre.
Azonban új formációk is megszülettek, közülük kettő supergroup is. Az Asia Yes, King Crimson és Emerson, Lake & Palmer tagokból verbúválódott. Zenéjükben a nagyközönség által elvárt rádióbarát rockzenét keverték a progresszív rockkal, hatalmas sikereket aratva. Lemezeikből milliókat adtak el, de a progresszív rock rajongóinak túlságosan slágeres volt a zenéjük.
Lényegesen kevesebb sikert aratott a másik supergroup az UK. Itt megtalálható volt Bill Bruford és Allan Holdsworth is. Ők megőrizték progresszivitásukat, de zenéjükben a modern kor dallamai is megtalálhatóak voltak, ezáltal könnyen befogadhatóvá vált.
A kanadai Rush sokat veszített keménységéből, Geddy Lee sem énekelt már olyan magas tartományokban mint egykoron. Lemezeiken a billentyűsök kaptak nagyobb szerepet, ennek ellenére hírnevük nemhogy nem csökkent, hanem inkább nőtt. Bár ehhez erős lemezeik is biztosították a hátteret.
Új zenekarok is megjelentek progresszív rock címke alatt. A brit Marillion már az 1970-es évek végén mozgolódott, de csak az 1980-as években váltak ismertebbé. Kezdetben főleg arra hívták fel magukra a figyelmet, hogy a Fish művésznevet viselő énekes hangja kísértetiesen hasonlított Peter Gabriel orgánumára. 1983-as debütlemezük a Script For A Jester's Tear semmi újdonságot nem tartalmazott, mégis keblükre ölelték a progresszív rock rajongói. Az 1980-as években szép hírnévre tettek szert. Ennek hátterében az állt, hogy a komoly hangvételű dalaik közé mindig becsempésztek dudólható vagy fütyülhető dalokat is. Fish végül 1988-ban kilépett, hogy szólóban folytassa.

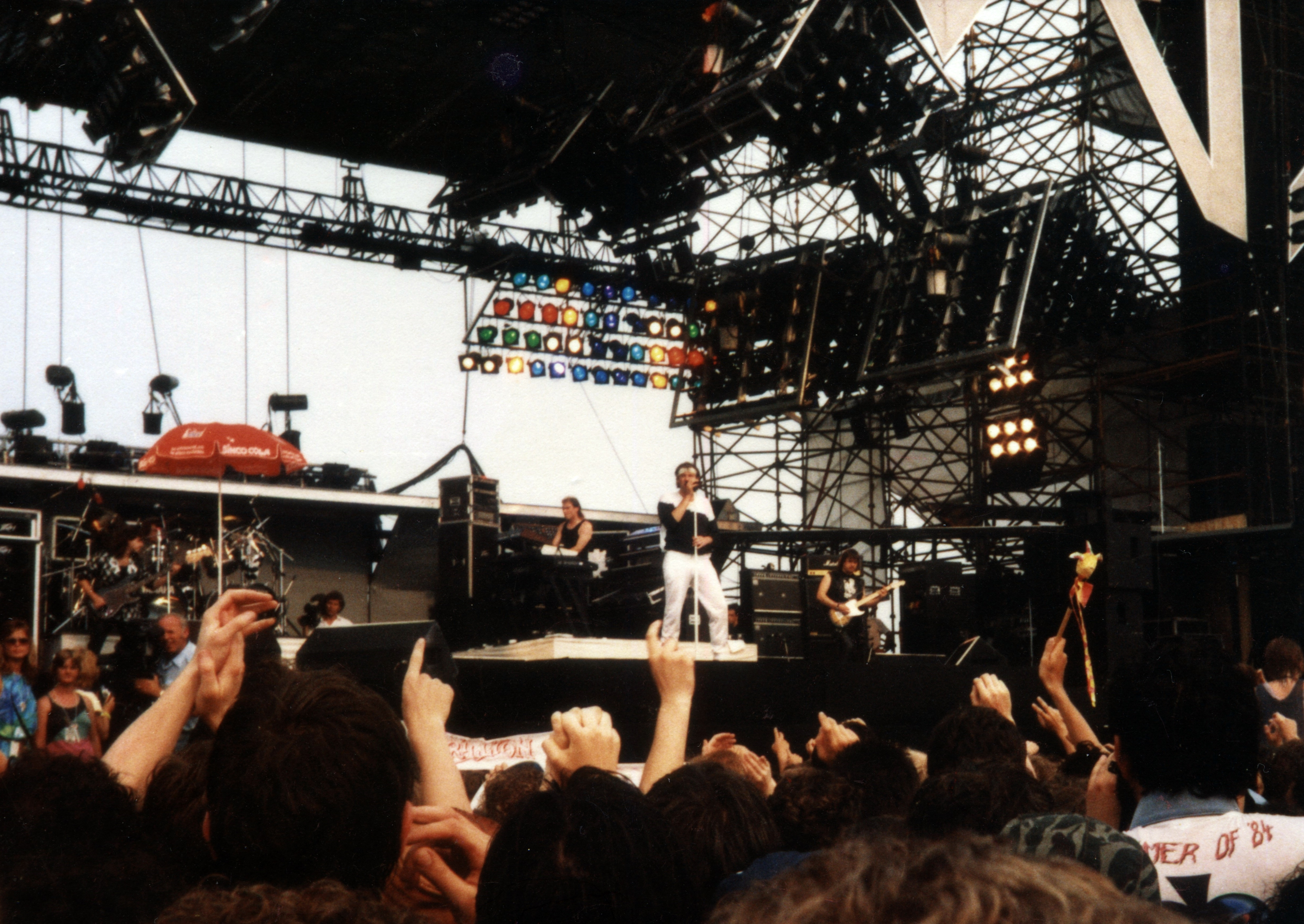
A Marillion 1986-ban.

Az 1983-ban alakult angol IQ- zenekar érte el legnagyobb sikereket a progresszív rock második hullámában a Marillion után. Nemcsak zenében, de a színpadi előadásokban is erősen a korai Genesisre hajaztak.
A Pendragon a Pink Floyd útján indult el. Szemben úsztak az árral, hiszen terjengős, hosszú kompozícióikra ekkoriban nem volt valami nagy igény. Nem is értek el szélesebb sikereket.
Az 1980-as években felbukkant progresszív rockegyüttesek közül még említésre méltó az angol Twelfth Night, az 1980-ban alakult Quasar, a Mach One, vagy a Pallas- is. A Jadis 1989-ben adta ki hasonló nevű bemutatkozó anyagát. Rajtuk kívül is alkottak figyelemreméltó zenekarok nemcsak Anglia és az USA területén, de Európában is.
Ekkoriban progresszívnak nevezték az olyan új hangzásokkal előrukkoló előadókat is, mint a Mission, a U2 vagy a Dire Straits, mely megállapítás műfaji tekintetben nem helytálló.

### Harmadik hullám és prog metal
A progresszív zenék harmadik hulláma az 1990-es éveket jelenti, mely gazdagabb kínálatot eredményezett, mint az 1980-as évek.
1991-ben újra összeállt a Yes régi tagokkal kibővülve, hogy kiadják az Union albumot. Ezt követően visszaadták a progresszív rock becsületét. 3 órás látványos koncertjeik alkalmával újra vevő volt a közönség a hosszabb dalaikra, valamint előkerültek az egyéni szólóprodukciók is.
A Genesis 1991-ben We Can't Dance címmel adott ki lemezt, majd Phil Collins 1996-ban szólópályára tért.
Az Emerson, Lake & Palmer 1992-ben kiadta a Black Moon albumát, de nem sokkal később feloszlott. Aztán az évtized utolsó éveiben többször is összeálltak turnézni, hogy az újabb rajongók is láthassák őket.
A King Crimson is életre kelt 1994-ben. Az 1980-as években megismert felálláshoz csatlakozott Trey Gunn (Warr-gitár) és Pat Mastelotto (dob) is. A következő években több albumot is megjelentettek, melyeken tovább folyt a kísérletezés. Ezeken nemcsak a kor legmodernebb technikai eszközei hallhatóak, hanem visszatért a kemény rock is, de egy modernebb formában, nem úgy, mint ahogy azt az 1970-es években megszokhatták a rajongók.
A Pink Floyd bemutatta a The Division Bell című albumot, melyet egy remek koncertlemez is követett az 1995-ös P•U•L•S•E.
A Rush és a Marillion továbbra is az igényes rockzene kedvelőit célozta meg, utóbbi Steve Hogarth énekessel. Az 1994-es Brave albumuk azóta is az egyik legjobb alkotásuk.
Az IQ mindössze két lemezt adott ki az évtizedben, míg az Asia szorgalmasan gyártotta a friss lemezeket.
Természetesen új zenekarok is a felszínre kerültek.
Köztük a Tool mely hihetetlen sikereket ért el. Zeneileg az art rock és a pszichedelikus rock között mozognak, némi alternatív és metal ízzel. 1992-es Opiate albumuk már sejtette a sikert, az 1994-es Undertow pedig meg is hozta. Azóta is rendszeresen készítenek lemezeket, sikerük pedig már akkora, hogy az újgenerációs progresszív zenekarok "Pink Floydjának" is nevezhetjük őket.

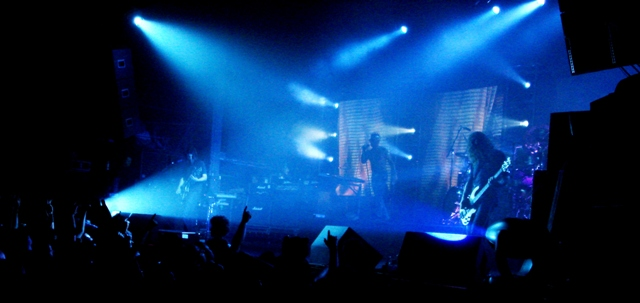
A Tool napjaink egyik legnépszerűbb zenekara. Részlet egy 2006-os koncertből.

1992-ben alakult meg az amerikai Spock’s Beard akik az utóbbi 15 év egyik legerősebb progresszív rockegyütteseként váltak ismertté. A Genesis hatása ugyan tagadhatatlan, de van egyfajta hard rockos hozzáállásuk is. Gyakran említik együtt őket a The Flower Kings-szel, melynek a hard rock-megfelelőjének tartják a Spock's-ot, illetve a Dream Theater-rel, mely ugyanazt a zenei érzést képviseli, csak éppen progresszív metalban.

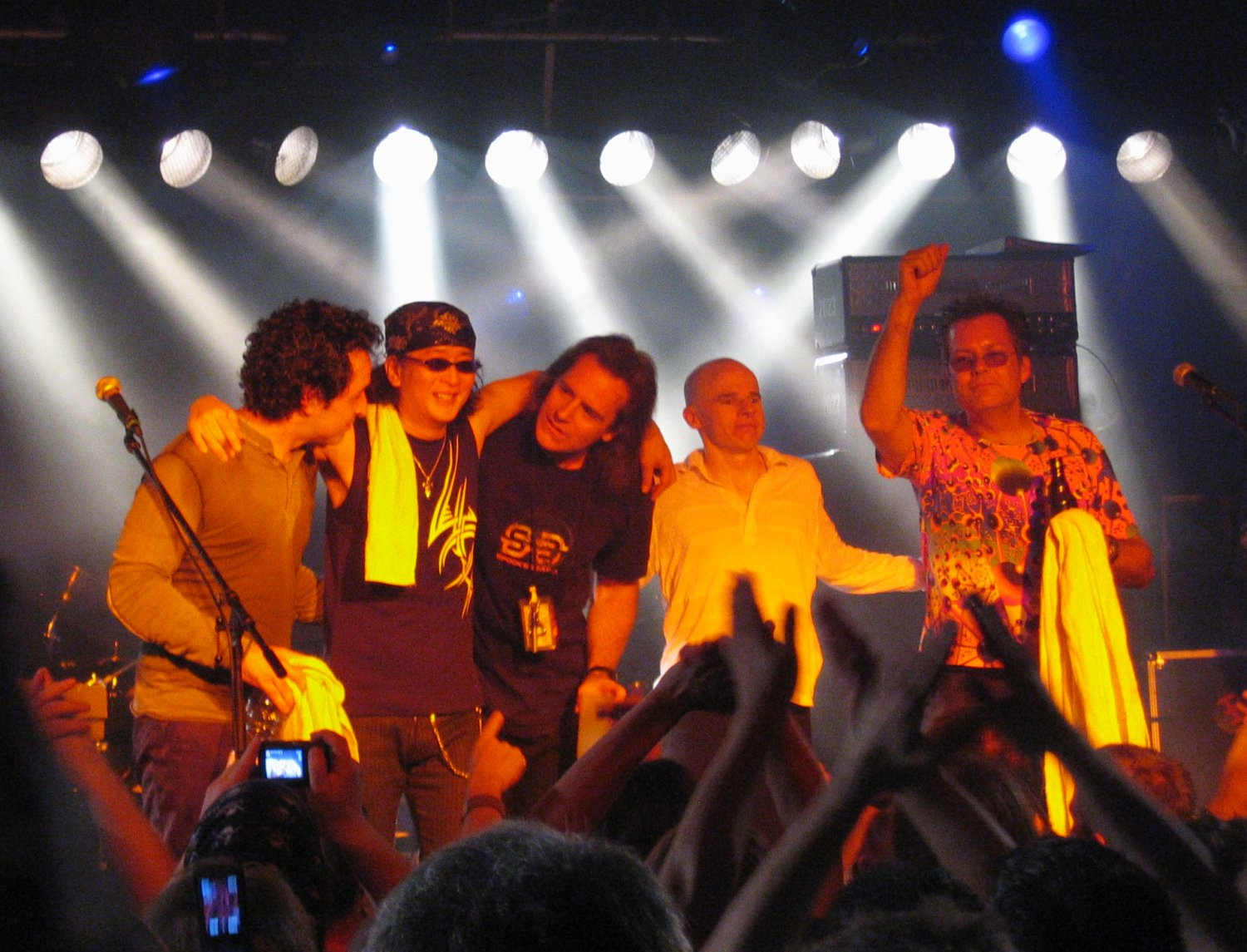
A Spock’s Beard napjaink egyik legismertebb progresszív rockzenekara. A fotó 2007-ben készült.

Az utóbbi 15 év másik meghatározó zenekara a svéd The Flower Kings, mely a Yes, King Crimson, a Pink Floyd hatásaiból merít. A zenekarban egy ideig dobolt a magyar származású
Csörsz Zoltán is. Lemezeiken a nagy lélegzetvételű hosszas dalok dominálnak az 1970-es évek szellemében. Garden Of Dreams című daluk a maga 59 percével főhajtás a progresszív rock fénykora előtt.

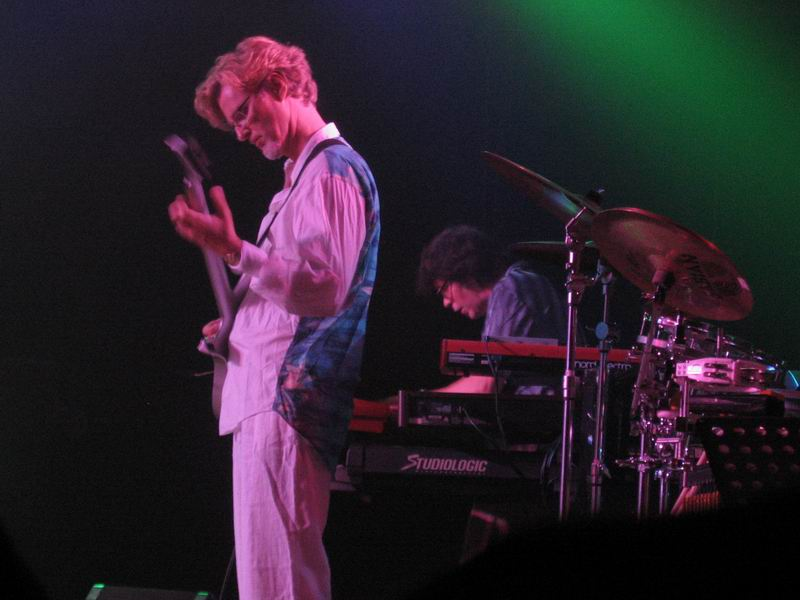
A The Flower Kings a nagy lélegzetvételű dalokat részesíti előnyben.

A Porcupine Tree 1991 óta van jelen, és azóta is úgy tartja őket számon a progresszív rock közönség, mint az utóbbi 20 év talán legerősebb progresszív rockzenekarát.
Szintén fontos megjegyezni az Enchant nevét is, akik 1995-től 2004-ig alkottak minőségi lemezeket, habár még ma is léteznek.
Említést érdemel a szintén svéd Änglagård, vagy az amerikai Echolyn is.
Nagy feltűnést keltett a Anderson Bruford Wakeman Howe névre hallgató szupergpoup is, ahol a progresszív rock legendás alakjai jöttek össze zenélni.
Ugyan 1983-ban alakult de csak az 1990-es években kezdett albumokat készíteni a brazil Apocalypse.
Megalakult a Brainville, melyet korábbi Soft Machine muzsikusok alapítottak. Bár az 1980-as években alakult, de életművének javát már az 1990-es években készítette az In Cahoots is.
Néhány előadó a hihetetlenül széles kínálatból: Amphoteric, Art Rock Circus, Bozzio Levin Stevens, Earthsuit, Glass Hammer, Jovian Storm, Mantra Sunrise, a Dream Theater, King's X és Dixie Dregs tagok alkotta Platypus, Rx Bandits, Species Being, Ten Jinn, Tiles.
A progresszív metal igazából már az 1980-as években is létezett, de akkor még nem volt elterjedt ez a megnevezés. A Watchtower, a Queensrÿche, a Fates Warning, a Voivod, vagy akár a Mekong Delta is nevezhető az első progresszív metal zenekarnak. Azonban a legtöbb rockrajongó a Dream Theaterrel azonosítsa a progresszív metal kifejezést. Az 1980-as évek progresszív metal zenekarai is operáltak bonyolult hangszeres megoldásokkal, hosszú terjedelmű dalokkal, de a Dream Theater felbukkanása tényleg újdonságként hatott. A misztikus avagy Sci-fi szövegek helyett inkább, a valós élet, valamint a társadalmi problémák jelentették mondanivalójukat, zeneileg pedig az 1970-es évek progresszív rockját keverték, a súlyosabb metal együttesek hangzásával, virtuóz hangszerkezeléssel.
Felbukkanásuk után gombamód elszaporodtak a progresszív metal együttesek, mely folyamat gyakorlatilag a mai napig tart.

### 2000-es évektől napjainkig
A Dream Theater tagjai által több szupergroup és projekt fáradozott azon, hogy felidézze a progresszív rock fénykorát.
Mike Portnoy a Spock's Beard-alapító Neal Morse, a Marillionból ismert Pete Trewavas és a The Flower Kings gitáros szerzőjeként ismert Roine Stolt tagokkal hozta létre a Transatlantic szupergrupot, mely az 1970-es évek progresszív együtteseinek hozzáállását követte.
Az OSI projektben Kevin Moore és Jim Matheos voltak a partnerei, de számos vendég is felbukkant elektronikus, indusztriális hatásokban bővelkedő progresszív metal lemezeiken.
John Arch A Twist of Fate című 2003-as EP-jén is Mike Portnoy dobolt, melyen két terjedelmes progresszív metal eposz volt hallható.
Szintén Dream Theater tagok hozták létre Tony Levinnel kiegészítve a Liquid Tension Experiment formációt. Két lemezük jelent meg az 1990-es évek végén, melyeken a jazz ugyanúgy helyt kap, mint a progresszív metal. A 2000-es években Liquid Trio Experiment néven 2007-ben adnak ki lemezt, melyen a Portnoy-Levin-Rudess hármas hallható, míg a Liquid Trio Experiment 2 formációban a Petrucci-Levin-Portnoy hármas hallható. Ez utóbbinak 2009-ben jelent meg lemeze.
A The Jelly Jamben John Myung, Rod Morgenstein és Ty Tabor található.
Az Explorers Club soraiban Dream Theater zenészek vagy tucatnyi rocklegendával fogtak össze, hogy terjengős progresszív rock eposzokat alkothassanak.

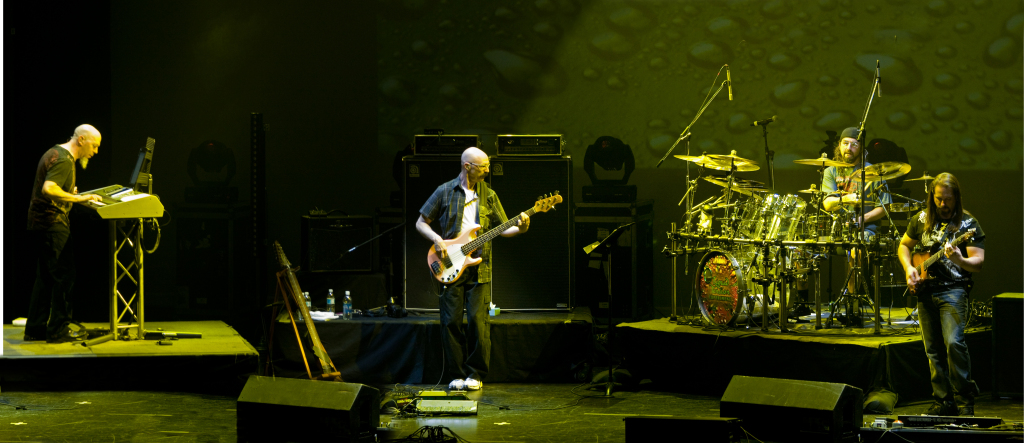
A virtuózitásra helyezik a hangsúlyt. A Liquid Tension Experiment 2008-ban.

A 2000-es években a King Crimson két erős lemezt adott ki, 2003-ban Budapesten is jártak. Koncertlemezeik száma pedig már több mint 40(!), de figyelemre érdemesek a tagok projektjei is.
A Genesis Turn it on Again néven indult 12 országot érintő világkörüli turnéra 2006-ban, míg a Pink Floyd a Live 8 koncerten újra a klasszikus felállásban játszott. Ezt követően Richard Wright 2008-ban elhunyt.
A Yes kiadta Magnification albumát, amit több koncertlemez is követett.
A Rush 2002-es Vapor Trails albuma meglehetősen keményre sikeredett, a 2007-es Snakes & Arrows albumot pedig további koncertek és DVD-k követték, bemutatva a színpadi profizmus magasiskoláját, melyet DVD-ik is bizonyítanak.
Az Emerson, Lake & Palmer többször összeállt koncertezni, de a tagok saját nevük alatt is adnak koncerteket.
Az Asia 2008-as Phoenix albuma egyesek szerint elég gyengére sikeredett, de a 2010-ben megjelent Omega újra hozta a szintet.
A brit IQ és a Marillion is bőven adott ki lemezeket a 2000-es években, csakúgy mint a Spock's Beard és a The Flower Kings.
Az Enchant 2004 óta nem hallat magáról, a Tool Lateralus és 10,000 Days albumai pedig milliós példányszámokban keltek el.
A Porcupine Tree keményebb lemezekkel és atmoszferikusabb hangulatúakkal is előrukkolt az évtizedben. A 2009-es The Incident dupla formátumban jelent meg, az első korongon egy 55 perces dallal.
A Gordian Knot két erős albummal hívta fel magára a figyelmet 1999-ben és 2003-ban, míg a norvég Green Carnation 2001-es Light of Day, Day of Darkness albumával keltett érdeklődést, melyen egyetlen 60 perces dal volt hallható.
Svédország egyik legígéretesebb progresszív rockzenekara a Beardfish, és a Karmakanic az utóbbi években, míg az amerikai Magellan több lemezt adott ki a 2000-es években, mint az előző évtizedben.
Lengyelországból a Riverside szerzett magának elismerést, míg amerikából a The Mars Volta és a Coheed and Cambria könyvelhet el magának széles sikereket.
Neal Morse megtért és 2003-ban kilépett a Spock's Beard soraiból, hogy szólóban folytassa. 2007-es Sola Scriptura albuma 76 perce ellenére is 4 dalt tartalmazott, valamint Paul Gilbert is felbukkant rajta, csakúgy mint a 2008-as Lifeline címűn.

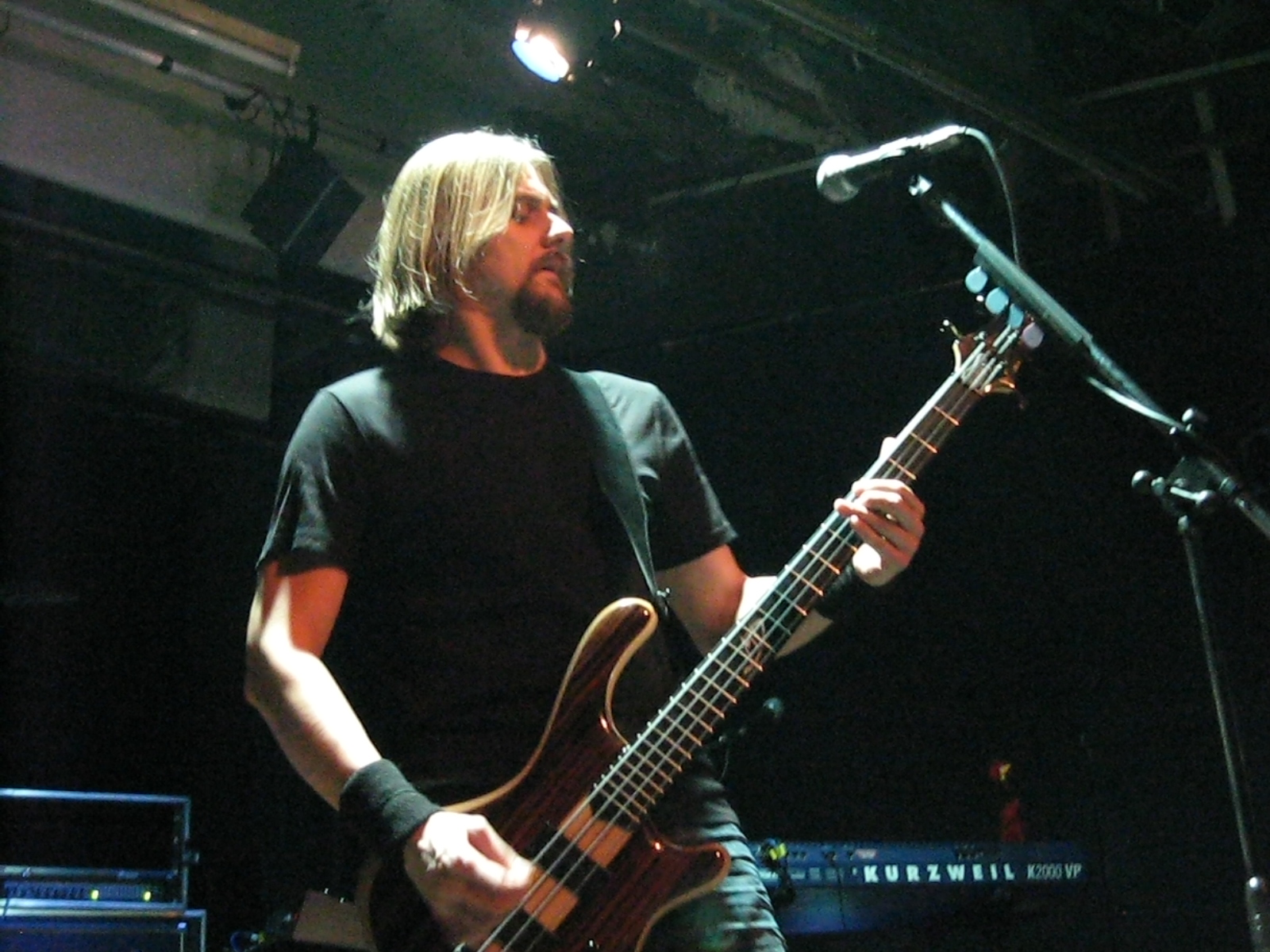
A Riverside Lengyelországból bukkant fel.

A progresszív metal nagy alakjai (Dream Theater, Fates Warning, Queensrÿche) mellett új együttesek is megjelentek. A Symphony X már az 1990-es években is minőséget képviselt, de a Pagan's Mind, a norvég Circus Maximus és az Atrox, az 1990-es években alakult Shadow Gallery, a svájci Silent Memorial, az olasz Eldritch a kanadai Into Eternity, a power és death/thrash metalos Nevermore, a Meshuggah, az Opeth, Devin Townsend, Between the Buried and Me, Dominici, Mastodon, Gojira, Vanden Plas, Threshold, Andromeda, Ayreon, a Pain of Salvation, a progresszív power metalt játszó svéd Evergrey is figyelmet érdemel a felsorolhatatlanul hosszú kínálatból.

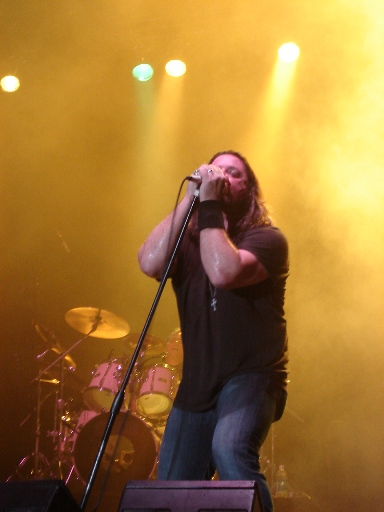
Russel Allen a Symphony X énekese.

A progresszív metal mellett a progresszív rock is virágzását éli, az olyan kevésbé ismert együttesek által is mint az Æon Spoke, a Circa, a Conspiracy, az Arena, a The Delta Rasa, az indie rockos Facing New York, a Greenwheel, a Guitar Garden, a Karmic Juggernaut, The Kulide o' Scope, az Oucho Sparks, a Presto Ballet, a Romance of Young Tigers, a The Sound of Animals Fighting, a jazzes és popos Swim Deeper, a Tiles, a The Tuna Helpers, az Upsilon Acrux, a We Be the Echo, vagy a Yoso.
Lengyelországból az Ordinary Brainwash, a Quidam, a Satellite, a Space Avenue, és a Grendel is megemlíthető.
Svédországból a Sagor & Swing vagy az 1970-es években indult Kaipa is kiemelhető, de manapság már csaknem minden országnak megvannak a maga minőségi progresszív rock és metal zenekarai.

## Progresszív rock Magyarországon
Mint általában a zenei stílusok többsége, úgy a progresszív rock is néhány év késéssel jelent meg Magyarországon. Pedig az 1970-es évekbeli legendás brit zenekaroknak Magyarországon is hamar kultusza támadt. Sőt, a nehezen beszerezhető albumok, dalszövegek valóságos státuszszimbólumnak számítottak. Az első hazai kísérletek többsége anyagi okok miatt vallott kudarcot. A hazai zenészeknek nem volt rá módjuk, hogy olyan mennyiségű és minőségű hangszereket vegyenek, mint nyugati kollégáik.
Az első próbálkozások egyike volt a Theatrum zenekar. 1973-ban felléptek a miskolci popfesztiválon, ahol Kodály Zoltán és Bartók Béla műveiből is idéztek rockzenei köntösbe bújtatva, zajos sikert aratva. Saját dalokat is írtak, köztük a 30 perces Apokalipszis címűt, azonban lemezszerződés híján feloszlottak.
Voltak hivatalos próbálkozások is a komolyzene népszerűsítésére könnyűzenei eszközökkel. A Népművelési Intézet pályázatot írt ki e célból, melyre 80 együttes jelentkezett, köztük olyanok, mint az Astor, az Interbrass, a Mini, az ÉS vagy az Öt-let.
1973-ban alakult meg a V’73, amely instrumentális dalok mellett Csajkovszkij adaptációkkal is próbálkozott. Ők a TV-ben is kaptak lehetőséget, de végül mégis a feloszlás mellett döntöttek. Romjaiból jött létre a lényegesen populárisabb V’Moto-Rock.
1975-re a hazai progresszív rockzenekarok már több lehetőséget kaptak. A Panta Rhei egyike volt azon esélyeseknek, akik már a lemezkészítésig jutottak. Zenéjükben az elektronikus hatások ugyanúgy jelen voltak, mint Bartók világa. A lemez végül nem jelent meg, mert ifj. Bartók Béla betiltatta, még mielőtt meg jelenhetett volna.
Ezt követően a zenekar tagjai nem is próbálkoztak többször, inkább diszkó, folk és pop felvételeket készítettek.
A Color 1978-ban adta ki nagylemezét. Azonban vidéki létükre olyannyira lemaradtak a fősodrástól, hogy ez okozta vesztüket is. A lemez nem keltett különösebb visszhangot, a nagytömegek számára túl igényes volt.
Az első komolyabb sikereket elért hazai progresszív rockzenekar az East volt. 1975-ben alakultak, az 1970-es évek végén pedig már kislemezt adhattak ki. Az 1980-as évek elején kiadott két nagylemezük révén Kelet-Európa egyik legsikeresebb progresszív együttesévé váltak.
Az együttes egészen az 1990-es évek közepéig együtt volt. Az állandó tagcserék révén 1996-ra az az érdekes helyzet alakult ki, hogy egyszerre működött két East zenekar egy rövid ideig.
Nagyban hozzájárult a színtérhez a Kérdőjel is. Az első lemezük a zenekar nevét viselte és 1982-ben jelent meg. Zeneileg a Yes, és Bartók Béla hatott rájuk, míg a szövegeiket Ady Endre inspirálta. Ugyan az 1980-as évekbeli diszkóláz őket is elsőpörte, ennek ellenére egészen a 2000-es évekig dolgoztak együtt
Fontos megemlíteni az 1970-es évek elejéről a Syriust. Ugyan a zenekar már 1962-ben is együtt volt, de ekkor még nem sok közük volt a progresszív rockhoz. Zenéjüket jazzes hangvétel jellemezte, valamint figyelemre méltó albumokat jelentettek meg (Az ördög álarcosbálja, 1971). 1973-ban csatlakozott hozzájuk Tátrai Tibor gitáros.
A Solaris is figyelemre méltó konceptalbumokat készített. Itt gitározott az 1980-as évek legelején Bogdán Csaba is. Lemezeiket sci-fi témák inspirálták.
Az 1990-es évek prog hulláma hazánkat is elérte. 1992-ben alakult meg az Emerson, Lake & Palmer számokat játszó Tasso. Néhány emlékezetes koncert után eltűntek a süllyesztőben.
A Yes munkásságát pedig a You and I formáció interpretálta Völgyessy Szomor Fanni énekesnővel. Emellett saját dalok is születtek a nagy példakép nyomdokain. Három nagylemez után az érdeklődés hiánya miatt feloszlottak, Fanni pedig szólólemezek készítésébe fogott.
A progresszív rock népszerűsítése céljából jött létre 1993-ban a Yes-Klub Egyesület. Céljuk az volt, hogy az érdeklődőkkel megismertessék a progresszív rockzene előadóit, valamint, hogy fórumot biztosítsanak a hazai zenekaroknak. Saját fanzine-t is kiadtak "Közel a peremhez" címmel, azonban az egyesület hamarosan feloszlatta magát.
Böszörményi Gergely a Periferic Records és a budapesti Stereo Shop vezetője rengeteget tett a magyar progresszív rockért. Ő jelenteti meg például az After Crying lemezeit is. A zenekar még 1986-ban alakult, lemezeiken pedig a King Crimson és az Emerson, Lake & Palmer hatások keverednek elmélyült, spirituális dalszövegekkel.
A progresszív metalnak is megvannak a hazai képviselői. Az egykori Unicum States eleinte progresszív rockkal kezdte, majd egyre inkább besúlyosodott. A székesfehérvári formáció egyetlen 1994-es albuma Különleges állapotok címmel jelent meg. Itt kezdte pályafutását Thorday Ákos is, aki később a Nemesis tagja volt, egészen 2003-ban bekövetkezett haláláig. A Nemesis kiváló albumokkal külföldön is hírhedtté vált underground körökben, majd Age of Nemesisre változtatták nevüket.
A Stonehenge is nemzetközi színvonalú lemezekkel örvendeztette meg a hazai rajongókat, csakúgy mint a szentgotthárdi Da Capo, akik a 2000-es évek elején gyakran megkapták a "hazai Dream Theater" jelzőt. A zenekar a 2000-es évek első felében feloszlott, hogy létrejöhessen a modernebb, súlyosabb hangzással operáló Wendigo.
A Perfect Symmetry már az 1990-es évek eleje óta garancia a minőségre, de az Everwood is egyre ismertebb európa szerte.
A fiatalabb generációnak már több esélye van mint az 1970-es vagy 1980-as évekbeli elődjeiknek, de ennek ellenére csak mérsékelt sikerekre számíthatnak az olyan hazai előadók mint az Aquarius, Aebsence, Android, AlarmSystem, Babylon, Chromatica, CodeX, Color, Deadwing, Dreyelands, Eclipse, Fugato, Khan Abyss, Kövi Szabolcs, Lako of Mind, Melody Maze, Mindflowers, Nofertum, Pandagod, Perfect Unity, Rusty Gold, Station X, Tomistars, Yesterday stb.

## Hatása
Filmművészet: a progresszív rock sokszor túlcsorduló, űrbe kívánkozó vagy éppen más dimenzióba csábító zenéje felkeltette a filmrendezők érdeklődését is. Így többen megkérték a Pink Floydot, hogy írjanak zenét filmjeikhez. Így a Tonite let's all make love in London (1968), a More (1969), a Zabriskie Point (1969) és a The body (1970) c. alkotásokban is az együttes zenéje hallható. Dalaikat több játékfilmben és dokumentumfilmben a mai napig felhasználják.
1972-ben készült el a Live at Pompeii film, melynek alapötlete Adrian Maben filmrendezőtől származik. A film egy képzeletbeli utazás története egy másik bolygóra, amely tulajdonképpen a pompei-i amfiteátrum. A négy zenész itt közönség nélkül adja elő dalait, egy olyan környezetben, ahol a földből gázok törnek elő, vagy izzó láva önti el az utcát.
Azonban a Pink Floyd is neves rendezőket kért fel, hogy egyes dalaikhoz filmet készítsenek, amit majd a koncertek alatt vetíteni tudnak. Így a Money és az On the Run filmjeit a magyar származású Peter Medak készítette el.
A progresszív rock két nagy billentyűse Keith Emerson és Rick Wakeman is számos filmhez írt zenét.
Emerson több horrorfilmhez is adta nevét, így az Inferno (1979),a Best revenge (1983), a Murder rock (1984), és a The church (1985) c. filmekben az ő zenéje biztosítja a megfelelő borzongást.
Összesen 8 filmhez írt zenét, melyek 2006-ban egy CD Box formátumban meg is jelentek.
Rick Wakeman 16 filmhez adta a nevét, többnyire jellegtelen produkciókhoz.
Az egykori Yes tag Trevor Horn 31 filmzenéhez adta nevét, mint producer, a szintén egykori Yes tag Trevor Rabin viszont 80 filmzenét komponált.
Mike Oldfield első lemezének szintetizátor futamait a mai napig előveszik, ha baljós, vagy misztikus hangulatra van szükség. Elsőként Az ördögűző c. filmben vált klasszikussá.
Ugyan nem szokás progresszív rock előadóként emlegetni Vangelis (Vangélisz Papathanaszíu) nevét, de kezdetben az Aphrodite's Child nevű progresszív rock együttes tagja volt. Az avantgárd zenekar mindössze három albumot adott ki.
Vangelis ezt követően elektronikus zenével kísérletezett, valamint gyakran dolgozott együtt Jon Andersonnal is.
Később számos filmzene miatt jelölték díjra.
A rock tematikájú filmek már az 1970-es évek közepétől nagy sikereket arattak. A KISS, az AC/DC, a Led Zeppelin vagy a The Who nevével fémjelzett alkotások rendkívül sikeresek voltak. A progresszív rock nagyjai közül csak a Pink Floyd írta be magát a filmtörténelembe az Alan Parker által rendezett Pink Floyd: A fal című filmmel, mely 1982-ben került bemutatásra Bob Geldof főszereplésével.
Irodalom:
a progresszív rockzenekarok ugyanakkora gondot fordítanak a dalszövegekre is, mint a lemezborítóra vagy a zenére. Sok esetben versek, regények, vagy életművek hatására készítenek dalokat vagy konceptalbumokat.
De a fordított eset sem ritka. Olyan is előfordul, hogy az eredeti dalszövegek jelennek meg kötetben, vagy egy-egy konceptalbum elevenedik meg a filmvásznon.
Azonban az igényes dalszövegek, nemcsak a progresszív rock zenekaroktól eredeztethetőek, hanem az olyan folk-rock előadóktól is, mint Bob Dylan, Joni Mitchell, Neil Young, Van Morrison, vagy Paul Simon.
Magyar vonatkozásban Cseh Tamás, Bródy János, vagy Földes László (Hobo) írt költői szövegeket, de az After Crying is ide sorolható.
A progresszív rockzenekarok azonban mindig is elkerülték, hogy szószólók legyenek. Nem érdekelte őket, ha a szöveg túl elvont vagy nehezen megjegyezhetőre sikeredett.
Neil Peart mély gondolatokkal teli, vagy Jon Anderson színes világa a mai napig élményszámba megy.
A King Crimson külön szövegírót alkalmazott Peter Sinfield személyében. Ő azonban nem volt jelen a fotókón, sokan létezését is kétségbe vonták. Rejtélyes verseit nemcsak a King Crimson, de az Emerson, Lake & Palmer is felhasználta.
Roger Waters kezdetben álomittas soraival tűnt ki az átlagból, majd társadalomktitikus szövegek írásába fogott. A The Wall album mondandóját is a fogyasztói társadalom szolgáltatja.

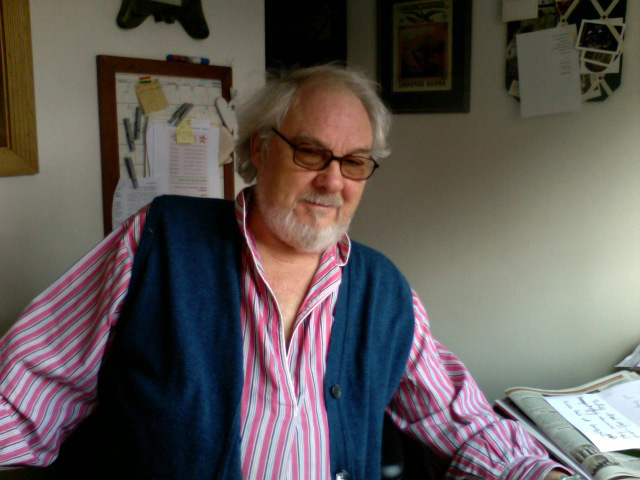
Peter Sinfield többek között a King Crimson számára is írt dalszövegeket.

Más együtteseket a mítoszok világa érdekelt, például a német Eloy zenekart is. De a leghíresebb példa talán Robert Plant személye, aki több dalt is írt a fantázia világáról.
Rick Wakeman szövegeiben Arthur király is megjelenik, míg az Emerson, Lake & Palmer egy katona történetét meséli el 1978-as Love Beach albumán.
Ian Anderson a Jethro Tull énekese a természetről és a vallásról írt verseket, melyekben megtalálható sajátos humora is. Jó példa erre az 1972-es Thick as a Brick lemez, melynek a borítóján egy újságrészlet volt látható, amint egy költőversenyről számol be. A nyertes verset irodalmárok is elemezték, de csak később derült ki, hogy az egész Ian Anderson agyszüleménye. Az 1973-as A Passion Play konceptlemez komoly történetébe beleágyazott "Mese a nyúlról, aki elvesztette a szemüvegét" történet pedig fricska volt a kritikusoknak.
Mérföldkőnek nevezhető a Queensrÿche Operation: Mindcrime és Operation: Mindcrime II albumai, melyek egy komplett történetet mesélnek el. A történet megfilmesítését már tervbe vették.
Érdekes még megfigyelni a Fates Warning egyetlen dalt tartalmazó A Pleasant Shade of Gray konceptalbumának a történetét, de a Dream Theater Metropolis Pt. 2: Scenes from a Memory konceptlemeze is figyelmet érdemel, csakúgy mint a Voivod sci-fi történetei.
Színház:
a rock-színház a Hair című musical bemutatásával vette kezdetét 1968-ban. Ezt olyan alkotások követték, mint a Jézus Krisztus szupersztár vagy a The Who Tommy rockoperája.
A progresszív rock előadók koncertjeiken alkalmazták a színház sajátosságait. Peter Gabriel nemcsak elénekelte, hanem el is játszotta a dalokat.
Keith Emerson színpadi akciói révén egyfajta színházi előadásba csöppentek a nézők, de ugyanez elmondható a Jethro Tull koncertjeiről is, ahol Ian Anderson színpadi bohóckodása vonzotta a tekinteteket, de az 1970-es években színházi előadások közepette mutatták be néhány lemezüket is.

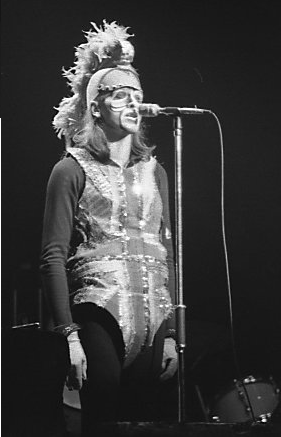
Peter Gabriel nemcsak elénekelte, de el is játszotta a dalokat.

Aztán megjelentek az óriáskivetítők, a monumentális fényshow-k, valamint a koncertek alatti filmvetítések. Ebben a műfajban a Pink Floyd alkotott nagy dolgokat, de a Genesis sem szégyenkezhet, már ami a látványt illeti. A Yes és a King Crimson koncerteken is gondosan megkomponált fények kísérik a zene hangulatát, míg a Queensrÿche színészekkel megtámogatva adta elő Operation: Mindcrime lemezeit.

## A progresszív rock más zenei stílusokban
A progresszív rock az évtizedek során szinte minden stílussal érintkezett már.
Hard rock/heavy metal:
A Deep Purple már 1969-ben a progresszív rock kezdetén szimfonikus zenekarral adott koncertet. A Led Zeppelin az 1970-es évek első felétől is egyre inkább elmozdult a hagyományos blues-rock felől. Nagyobb szerepet kapott zenélyükben John Paul Jones billentyűjátéka, új hangszereket vonultattak fel, Jimmy Page pedig egyre több keleti zenei hatást szőtt gitárjátékába. Robert Plant pedig misztikus, fantázia szövegeket kezdett írni.
A Kansas korai lemezein még nagyon csak érezhető volt a progresszív rock hatása, de ez helytálló a korai Journey lemezekre is.
A Queen pedig hangszerelési megoldásaiban alkalmazott a progresszív rockra jellemző megoldásokat, csakúgy mint a Toto, akik szintén merítettek a progresszív rockból is, főleg hosszabb dalaikban, de Meat Loaf szimfonikus hatású lemezei is ide sorolhatóak.

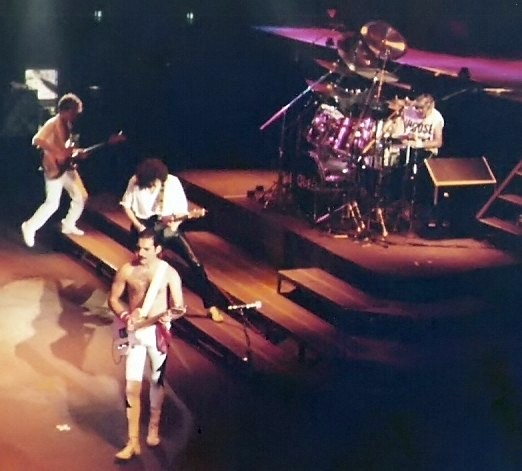
Többszólamú vokálok és progresszív hangszerelés. A Queen 1984-ben.

A Guns N ’Roses pedig az 1990-es évek elején kezdett el hosszabb, bonyolultabb hangszerelésű dalokat írni.
A heavy metal képviselői között érdemes az Iron Maiden nevét megemlíteni akik szintén operálnak progresszív megoldásokkal hosszabb dalaikban, annak ellenére, hogy a fenti előadókhoz hasonlóan sosem illettek a progresszív zenét játszó együttesek közé.
A Helloween zenéjében is felfedezhetőek progresszív törekvések, de a sort akár a végtelenségig lehetne sorolni.
Power Metal: A power metal zenekarok közül a Savatage indult el szimfonikusabb, progosabb irányba, de ide sorolható a thrash és death metalt is a zenéjébe építő Nevermore is, valamint a szimfonikus metalként is számontartott Rhapsody of Fire vagy a német Blind Guardian is, bár egyiküket sem szokás progresszív metalként számon tartani.
Thrash Metal: A Voivod sorolható ide,
de a Watchtower is szokatlanul komplex muzsikával rukkolt elő, csakúgy mint a svájci Coroner, vagy a komolyzenei feldozgozásokkal is operáló német Mekong Delta és az amerikai Believer az ismertebb előadók közül.
Death Metal: A Chuck Schuldiner vezette Death 1990-től evezett progreszív vizekre, míg az Atheist, és a Cynic
már megalakulásuk idején is progresszív death metalt játszott. Az előbbi inkább a jazzes, komplex vonalat követte, míg utóbbi a technikás részeket elszállósabb, álmodozós részekkel oldotta.

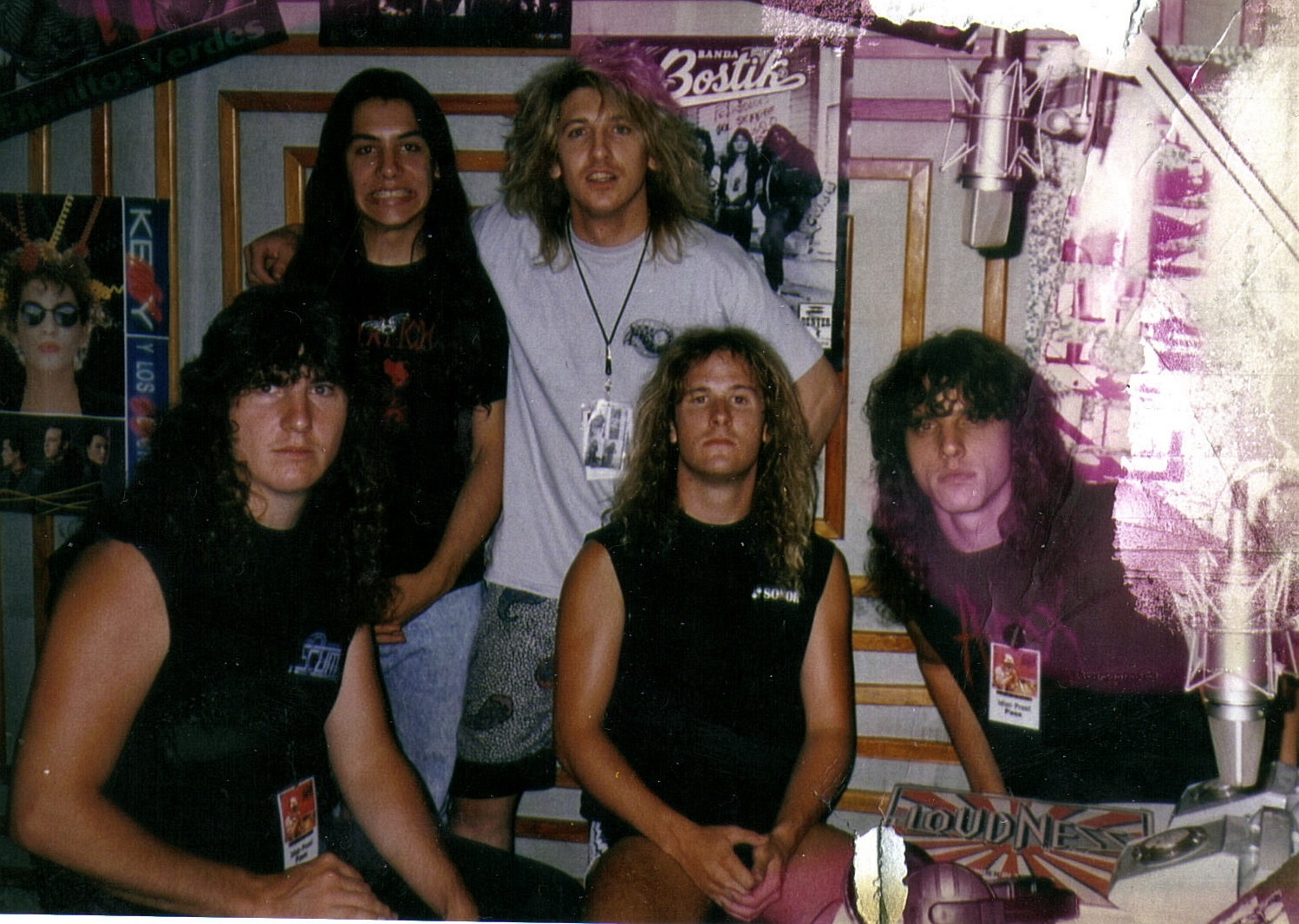
A Death az 1990-es évektől mozdult el egy progresszívabb irányba.

Ide sorolható még a holland Pestilence Spheres albuma is 1993-ból, valamint az amerikai Nocturnus is. A lista nem teljes hiszen rengeteg új death metal együttes is dolgozik progresszív dalszerkezetekkel, de ezek ismertségben nem veszik fel a versenyt a fentiekkel.
Black Metal: A legismertebb progresszív megoldásokat alkalmazó black metal zenekar az Emperor. Ide sorolható még a doom, gothic, death, és avantgárd metalként is számon tartott Celtic Frost, akik az 1980-as években merész újításokat alkalmaztak az extrém hangzású metal területén belül. A norvég Ulver a kísérleti zenék felé mozdult el, míg az Enslaved a viking metal a black metal és a progresszív metal között kalandozik. A Moonsorrow folk ihletésű black metal dalait az 1970-es évek együtteseire jellemző módon szerkeszti meg, hosszas dalfolyamokat alkotva.

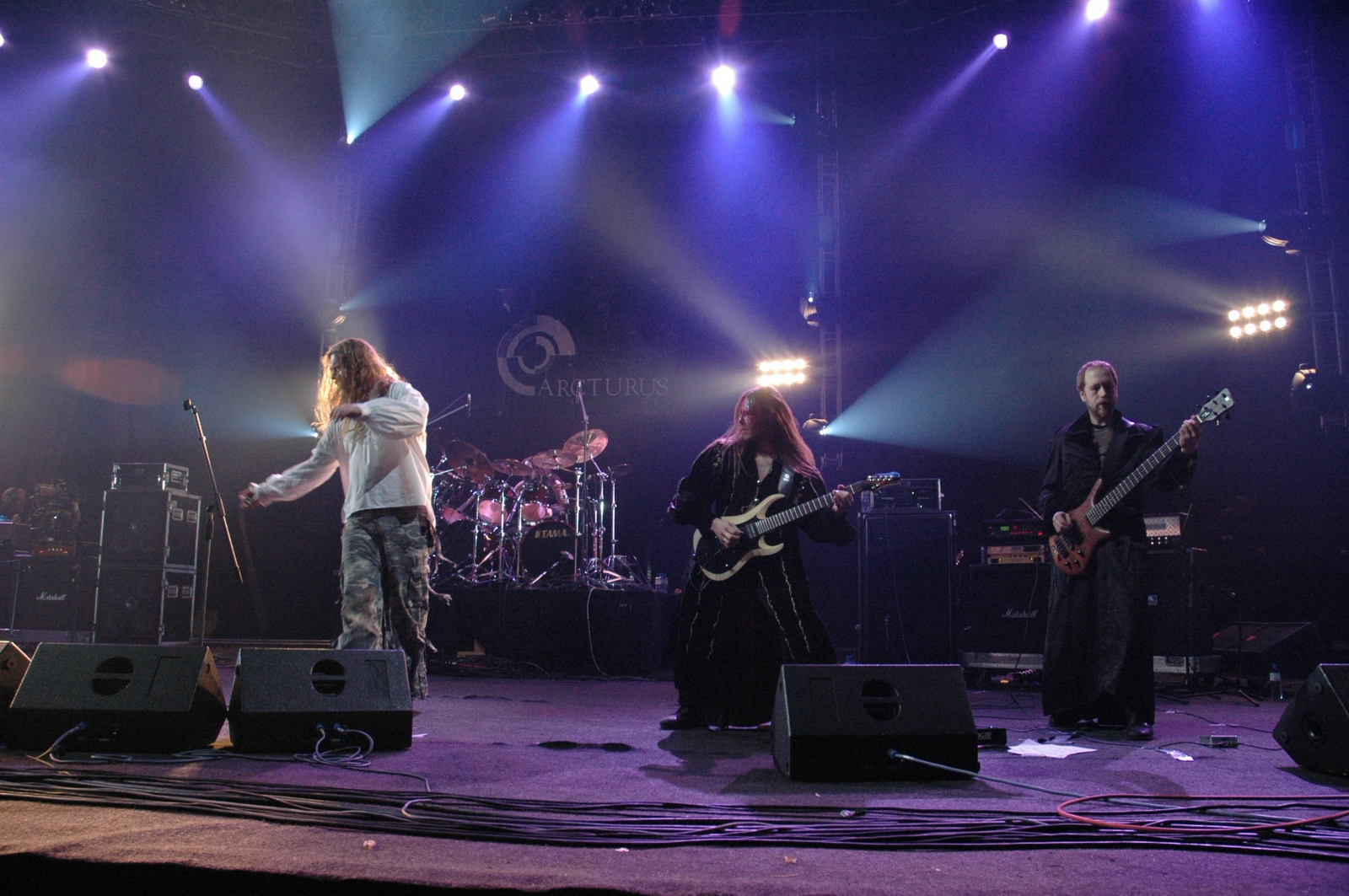
Az avantgárd black metal képviselői. Az Arcturus egy 2005-ös koncerten.

A norvég Arcturus pedig a szimfonikus és az avantgárd black metal klasszikus lemezeit készíti már az 1990-es évek óta.
Ide lehetne még sorolni azon megszámlálhatatlanul sok black metal együttest is akik ambient vagy poszt-rock stílusokkal színesítik zenéjüket.
Progresszív metal
A Fates Warning és a Queensrÿche fektette le a stílus alapjait, amit a Dream Theater fejlesztett tökélyre. A Fates Warning korai, sci-fi szövegekkel dolgozó progresszív hangulatú power metal lemezei rejtenek annyi komplexitást, hogy progresszív metalnak lehessen őket nevezni. A progresszívitás az évek múlásával egyre inkább felerősödött zenéjükben.
A Queensrÿcheot "agyas metalnak" és a "gondolkodó ember metal zenekarának" is hívták egykoron, komoly társadalomkritikus szövegeik miatt. Zenéjükre ugyan helytálló a progresszív metal meghatározás, de a korai időkben a heavy metal is számottevő tényező volt zenéjükben, ugyanúgy mint az 1990-es évektől a hard rock.
A stílus etalonjaként is ismert Dream Theater az 1970-es évek progresszív rock zenekarok dalszerkezeteit ágyazza metalos, modern köntösbe, melyben a kornak megfelelő technikás gitárjáték ugyanúgy megtalálható, mint a komplex ritmusok, vagy a terjengős dalok.
A fenti három zenekar nyomdokain aztán együttesek százai indultak el, melyekből jó néhány formáció igen széles sikereket ért el. Megemlítendő a Symphony X
neve a kevésbé ismert Psychotic Waltz és utódja a Deadsoul Tribe, a svéd Pain of Salvation, a Shadow Gallery, a Redemption, a Zero Hour, a norvég Spiral Architect, a német Complex 7 és Sieges Even és így tovább.
Doom metal:
Megemlíthetőek a funeral doom képviselői, akik gyakran dolgoznak szokatlan dalszerkezetekkel, hosszas dalokkal, vagy rockzenei közegben szokatlan hangszerekkel: Ahab, Reverend Bizarre, Yob, Cathedral, Skepticism stb.
Gótikus, szimfonikus metal:
A progresszívitás itt főleg olyan zenekarok sűrű hangszerelésében fedezhető fel, mint az osztrák Edenbridge, a holland Epica
vagy a Within Temptation, de a Therion,
vagy a svéd Tiamat is ide sorolható.
Post-rock, post-metal:
Ezen zenekarok nagyon közel állnak a progresszív rockhoz. Főleg annak space rockos, pszichedelikus irányzatához. Ide sorolható az ismertebb nevek közül a Neurosis, az A Storm of Light, a Jarboe is de az olyan drone formációk is mint a Sunn O))), az Earth és a Nadja.

### Kraut-rock
Kraut-rock: Ez a műfaj németországban jött létre az 1960-as évek végén, mint a progresszív rock, a pszichedelikus rock és a kísérleti zene kereszteződése. A kraut-rock, mint műfajt jelölő kifejezés, tartalma szerint a progresszív rock német vonulatának tekinthető.
A "kraut-rock", szó szerinti értelmezésben: "káposzta-rock", eredetileg gúnyolódó címke volt a brit zenekritikától, utalás az előadók német voltára (angolszász nyelvterületen elterjedt sztereotípia szerint a németek sok főzeléknövény-félét fogyasztanak, mint pl. a káposzta, személyekre alkalmazva: "kraut" ~ "fritz", "német v. németajkú személy").
Az ide sorolt előadók mint a Kraftwerk, a Tangerine Dream, a Neu! és a Can nagyban támaszkodtak zenei kísérleteik közben a korai Pink Floyd albumokra, valamint a space rock korai képviselőire. A vonulat két irányba fejlődött tovább: az előadók egy része az elektronikus zene, más részük a new age felé orientálódott.

### Kilencvenes évek
Emellett számos 1990-es és 2000-es években felbukkant zenekarra szokás mondani, hogy progresszív megközelítéssel zenélnek. Ilyen az Opeth, a Meshuggah, a Mastodon, a Between the Buried and Me, az Into Eternity a Borknagar az In the Woods... és így tovább.

## Progresszív rock koncertek
A progresszív rockzenekarok a színpadon is rendhagyó módon fejezték ki magukat.
A Genesis 1970-es évekbeli koncertjein a színpadi teatralitás központi szerepet játszott. Peter Gabriel nemcsak elénekelte a dalokat, de el is játszotta azokat. Teljesen fehérre vagy tarkára festett arccal énekelt, valamint meghökkentő jelmezekben és maszkokban jelent meg. A jelmezek egy részének később külön neve is lett (Flower, Magog, Britannia, Old Man, Rael és Slipperman).
A dalok között komikus vagy álomszerű történetekkel szórakoztatta a közönséget.
Gabriel tulajdonképpen egyszemélyes show-műsorokat adott, ő alkalmazta először a stage divingot (a színpadról a tömeg közé ugrást). A Genesis koncertek alkalmával a világítástechnikát sem a szokványos módon alkalmazták. Az előadás gyakran visszafogott vagy kikapcsolt lámpák mellett zajlott, alátámasztva ezzel a zene hangulatát.
A Yes általában Stravinsky Tűzmadár szvitjének bejátszásával kezdte koncertjeit. Ezt követően a program általában első fele a hagyományos dalokból állt, míg a másik félidőben a tagok szólóban mutatták meg fölényes zenei tudásukat.
A King Crimson sosem csinált nagy felhajtást koncertjein. Náluk a zene hangulatához megfelelően irányított fénytechnika jelenti a látványt. A zenekar vezetője Robert Fripp általában csak ül egy széken, magába mélyedve játszik hangszerén.
Az Emerson, Lake & Palmer azonban mindig is látványos show-műsorokat produkált. Keith Emerson koncertjeiken rendre sokkolta a közönséget. Ütötte, összetörte hangszereit, szabályos ökölharcot vívott velük. Ez a szado-mazochista magatartás annyira eluralkodott rajta, hogy később már zenész társait sem kímélte. Volt rá eset, hogy Carl Palmert kórházba kellett szállítani, de Emersont is rendszeresen újjá kellett éleszteni egy-egy koncert után.

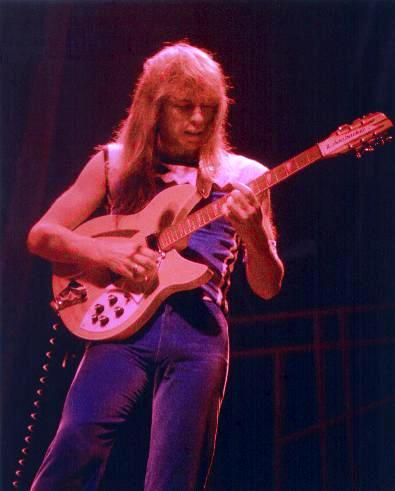
A Yes tagjai a koncertek alkalmával szólóban is megmutatták tudásukat. A képen Steve Howe látható.

A Pink Floyd a technika lehetőségeivel sokkolta közönségét. Szonikus világukat korábban nem ismert hangeffektusokból építették fel, melyet az Asymuth koordinátor tett lehetővé. Koncertjeiken a vízesés zaja, a gépfegyverkattogás, a szívdobogás, a repülőgépek zúgása éppúgy hallható volt, mint a szférák zenéje.
A Pink Floyd volt az első együttes, amely felhasználta a quadrofónia kínálta lehetőségeket.
Koncertjeiken a nézők sohasem tudhatták, hogy a következő pillanatban honnan – valamelyik sarokból, a székek alól, a mennyezetről vagy a színpadról – zúdulnak rájuk a hangok, így zenéjük nem egyszer stresszbe kergette hallgatóit.
A Jethro Tull sem vetette meg a fura jelmezeket, melyek főként a humor eszközei voltak. Három konceptalbumuknak is szenteltek maradandó színházi előadásokat: Thick as a Brick, A Passion Play és Minstrel in the Gallery. Ian Anderson énekes/fuvolista egyike a rocktörténelem nagy egyéniségeinek és szórakoztatóinak.
Előszeretettel állt be a híressé vált flamingó pózba és meresztgette a szemeit, vagy úgy énekelt, hogy nem vette el a szája elől a fuvolát, ezáltal szokatlan és bizarr hangokat gerjesztve.

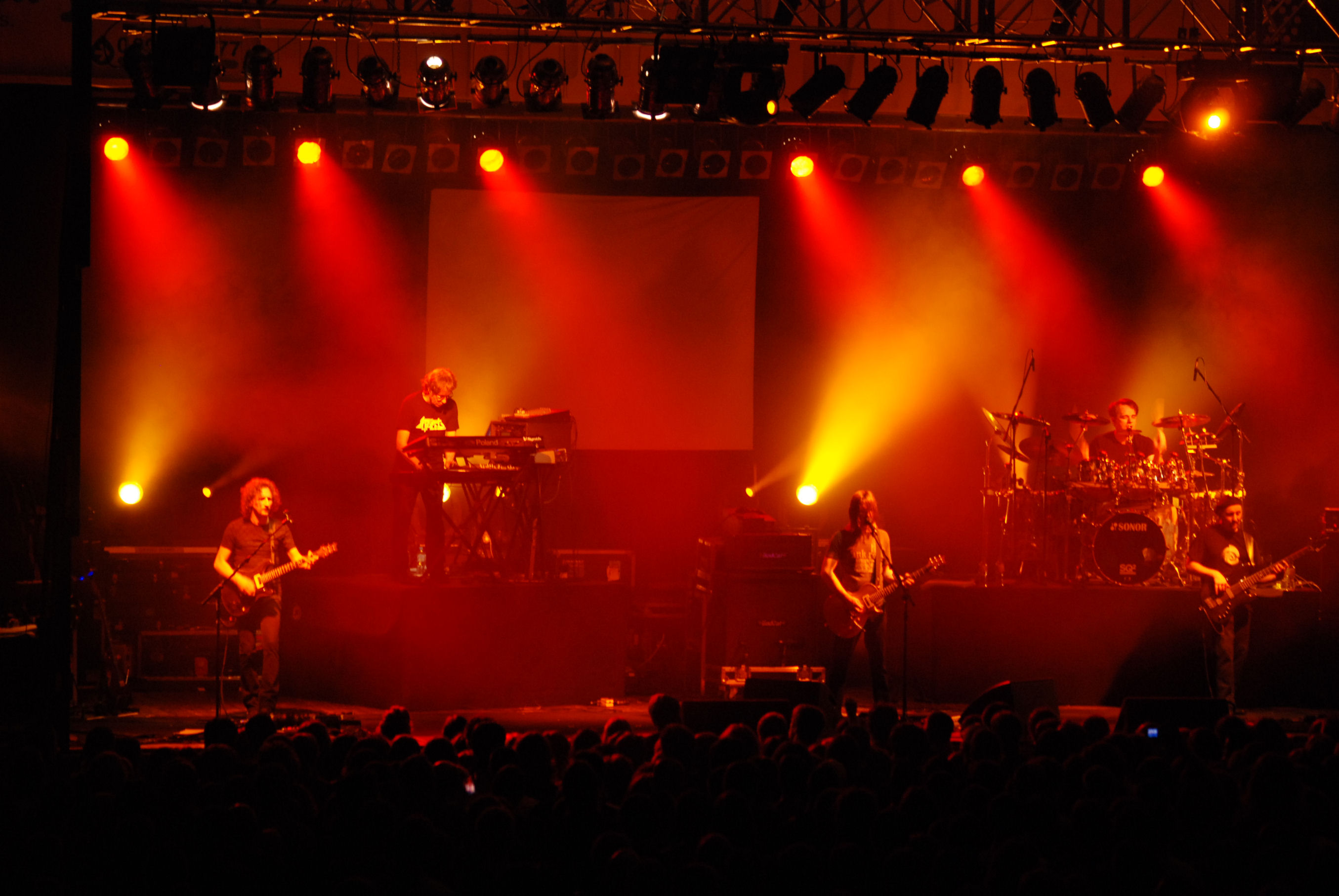
A Porcupine Tree koncerteken is láthatóak kisfilmek a háttérben.

Aztán megjelentek a kivetítők, a filmvetítések, a lézershowk. A Pink Floyd és Genesis koncertek fény és hangtechnikája ma is ámulatba ejti a közönséget. A Queensrÿche hivatásos színészekkel adta elő Operation: Mindcrime lemezeit, de ma már a legtöbb progresszív rock együttes is alkalmazza a kisfilmek vetítését.

## Lemezborítók
A lemezborítók funkciója már a harmincas években is az volt, hogy eladja a terméket. Ebben az időben a képeket még magára a korongra nyomtatták.
A Beatles Beatles for Sale című lemeze az első szétnyitható tasakú hanglemez a világon, de ebben az időben már az underground művészet is kezdett belopakodni a borítótervezők világába.
Az 1960-as és 1970-es évek fordulóján nemcsak a rockzene indult meg a művészetté válás útján, de az egyre komolyabb zenei mondanivalókat is egyre mívesebb "anyagba" "csomagolták be". A bakelitlemezek borítói hamarosan képzőművészeti alkotásokká váltak.
Ebben nagy szerepe volt Roger Dean nevének aki a Yes számára festett rendkívül aprólékos, szemet gyönyörködtető borítókat. Neve összefonódott a zenekarral, a klasszikus logót is ő készítette. Dean különös, álomszerű képeket festett, fantázia világokról, mesebeli tájakról és lényekről. A zenekar koncerteken bemutatott látványterveit is ő rendezte meg. Annyira komolyan vette a munkáját, hogy némely Yes lemezborítók többszörösen kinyithatóak, valamint képeskönyv is jár hozzájuk, további fotókkal.
A Yes mellett Asia, Rick Wakeman, Uriah Heep és Greenslade korongok is fűződnek a nevéhez.
A Yes Tales from Topographic Oceans borítója az egyik leghíresebb festmény, de ide sorolható a King Crimson debütáló albuma is az In the Court of the Crimson King is , melyet Barry Godber festett. A festmény egy kétségbeesett emberi arcot ábrázol. A külső arc a szkizoid emberé (Schizoid Man), belül pedig a "Bíborkirály" (Crimson King) látható. Ha letakarjuk a szájat, a szemek hihetetlen szomorúságot sugároznak.

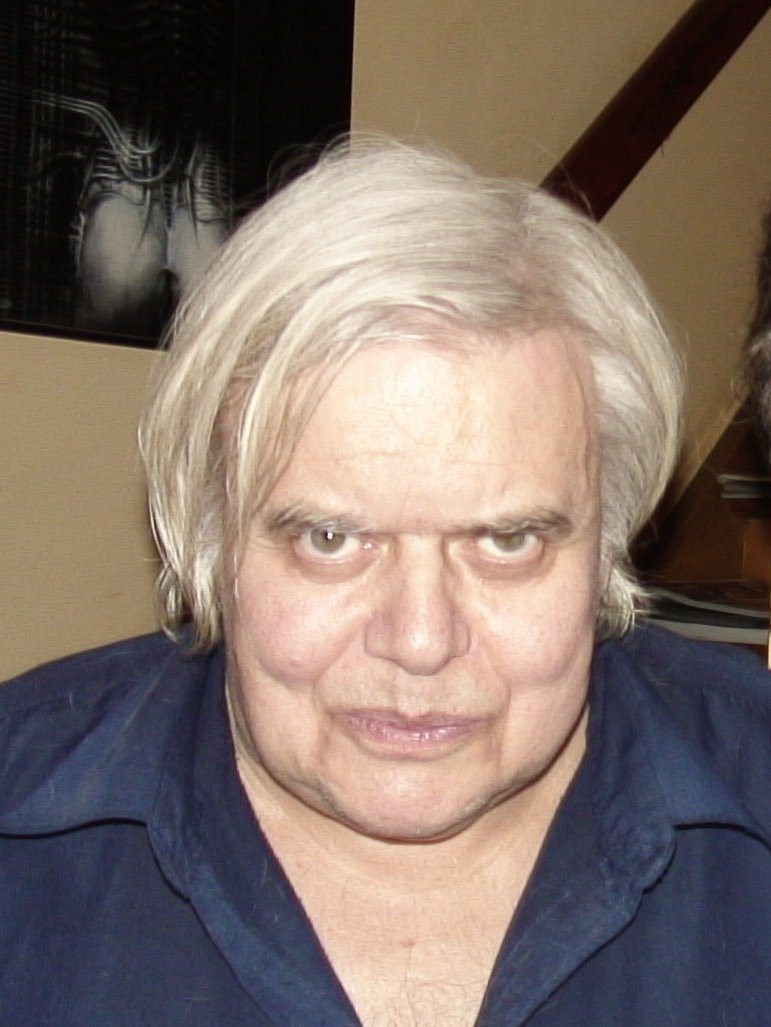
H.R. Giger készítette el az Emerson, Lake & Palmer 1973-as Brain Salad Surgery albumának a borítóját.

Szintén gyakran emlegetett példa a Genesis The Lamb Lies Down on Broadway lemezének a borítója, a Jethro Tull Thick as a Brick lemeze, vagy a Pink Floyd The Dark Side of the Moonja is.
H. R. Giger készítette el az Emerson, Lake & Palmer sokat emlegetett Brain Salad Surgery albumának borítóját is. Giger munkája nemcsak ijesztő, de csodálatos a kivitelezés is: a tasak többféleképpen nyitható, például szárny alakban a közepén. A mechanikus háttérbe festett koponya képe is változtatható, csúsztatással egyiptomi hercegnővé változik, vagy akár a zenekar tagjainak arca válik belőle.
Giger festményei egyedülállóak a képzőművészetben. Ábráiban az organikus és a mechanikus bizarr mutációkban olvad össze. Az igazi hírnevet az Idegen megformálása hozta el számára Ridley Scott A nyolcadik utas: a Halál c. filmjében.
Az 1980-as években a Celtic Frost is igénybe vette művészetét.
A legfontosabb szerepe a borítók készítésében a Hipgnosis műhelynek volt. Itt olyan művészek dolgoztak, mint Storm Thorgerson, Aubrey Powell és Peter Cristopherson. Ők a felelősek a Pink Floyd, a Genesis, a Led Zeppelin vagy a Black Sabbath ma már kultúrtörténeti jelentőségű lemezmegjelenéseiért.
A kor fotótechnikai lehetőségeit maximálisan kihasználták, még arra is vették a bátorságot, hogy a Pink Floyd Atom Heart Mother című lemezének borítójára bamba tehenek fotóját tegyék egymás mellé, melynek célja a rajongók meghökkentése volt.
Thorgerson és Powell először a Pink Floyd 1968-ban megjelent A Saucerful of Secrets lemezének borítóját készítették el. Ezt követően rengeteg ajánlatot kaptak, és az 1970-es évek elején saját grafikai stúdiót alapítottak. Peter eleinte csak asszisztens volt mellettük, de végül ő is egyenrangú partnerré vált.
Az igazi áttörést a The Dark Side of the Moon hozta meg számukra 1973-ban. 1983-ig dolgoztak együtt, ez idő alatt közel száz album viseli kezük munkáját.
A Pink Floyd mellett a Genesis, a Led Zeppelin, a Black Sabbath, az AC/DC, az Alan Parsons Project, a Scorpions, Syd Barrett és Peter Gabriel is hálás lehet munkájuknak.
Az 1980-as évek elején már videókészítéssel is foglalkoztak, többek között a Pink Floydnak is dolgoztak.
Néhány művész akik nevéhez progresszív rocklemezek borítói fűződnek:
- Glass Hammer: Eloy, Rick Wakeman, Asia
- Kim Poor: Steve Hackett, de az ő könyvei és képei ihlették meg a korai Genesist is.
- Paul Whitehead: Genesis (első album), Van der Graaf Generator, Le Orme
- Mark Wilkinson: Marillion
- Matthias Norén: Evergrey, Lost Horizon, Starone

A lemezborítók értéke sokat csökkent az évek múlásával. A CD-n újrakiadott lemezekre nem tudták átmenteni az eredeti, összetett borítókat. Jó példa erre a Yes esete is.
Az 1970-es és 1980-as években a lemezborítókat még kézzel festették, ezért nagyobb értéket képviseltek, mint a később megjelent és egyre inkább tért hódító számítógépes grafikák.

## Progresszív rock-fesztiválok
Néhány progresszív rock fesztivál a teljesség igénye nélkül:
- AltrOck
- Baja Prog
- Bospop
- Burg Herzberg Festival
- CalProg
- Crescendo
- Freakshow Artrock Festival
- Genesis 2006 Convention
- Gong
- Gouveia Art Rock
- Headway Festival
- NEARfest
- ProgDay
- ProgParade
- ProgPower Europe
- ProgPower UK
- ProgPower USA
- Progsol
- Prog'Sud
- Slottskogen Goes Progressive
- Strange Daze Space Rock Festival
- Summer's End
- The Rites Of Spring Festival

## A 100 legnépszerűbb progresszív rockalbum
A listát a progarchives.com weboldal állította össze.
- 1. Pink Floyd – Wish You Were Here (1975)
- 2. Jethro Tull – Thick as a Brick (1972)
- 3. Genesis – Selling England by the Pound (1973)
- 4. Genesis – Foxtrot (1972)
- 5. Yes – Close to the Edge (1972)
- 6. Pink Floyd – The Dark Side of the Moon (1973)
- 7. Bacamarte – Depois Do Fim (1983)
- 8. The Who – Quadrophenia (1973)
- 9. Harmonium – Si On Avait Besoin D'Une Cinquième Saison (1975)
- 10. Focus – Hamburger Concerto (1974)
- 11. King Crimson – In the Court of the Crimson King (1969)
- 12. Supertramp – Crime of the Century (1974)
- 13. Premiata Forneria Marconi (PFM) – Per Un Amico (1972)
- 14. Van der Graaf Generator – Godbluf (1975)
- 15. Rush – Moving Pictures (1981)
- 16. Dream Theater – Live Scenes from New York (2001)
- 17. Le Orme – Uomo Di Pezza (1972)
- 18. Van der Graaf Generator – Pawn Hearts (1971)
- 19. Premiata Forneria Marconi – Storia Di Un Minuto (1972)
- 20. Pink Floyd – Animals (1977)
- 21. ÄNGLAGÅRD – Hybris (1992)
- 22. Gentle Giant – Giant On The Box (2004)
- 23. King Crimson – Red (1974)
- 24. Premiata Forneria Marconi – Stati Di Immaginazione (2006)
- 25. Gentle Giant – Playing The Fool (1977)
- 26. Camel – Moonmadness (1976)
- 27. Mahavishnu Orchestra – Birds of Fire (1973)
- 28. Rush – A Farewell to Kings (1977)
- 29. Sleepytime Gorilla Museum – Of Natural History (2004)
- 30. Rush – Hemispheres (1978)
- 31. Genesis – Nursery Cryme (1971)
- 32. King Crimson – Larks' Tongues in Aspic (1973)
- 33. Caravan – In the Land of Grey and Pink (1971)
- 34. Banco Del Mutuo Soccorso – Io Sono Nato Libero (1973)
- 35. Porcupine Tree – Arriving Somewhere... (2006)
- 36. Porcupine Tree – Coma Divine Live (1997)
- 37. Gentle Giant – In a Glass House (1973)
- 38. Al Di Meola – Elegant Gypsy (1977)
- 39. King Crimson – Absent Lovers – Live in Montreal 1984 (1998)
- 40. Ayreon – The Human Equation (2004)
- 41. Deep Purple – Made in Japan (1972)
- 42. SBB – Memento Z Banalnym Tryptykiem (1980)
- 43. Yes – Fragile (1971)
- 44. Opeth – Still Life (1999)
- 45. Bill Bruford – One of a Kind (1979)
- 46. Marillion – Script For A Jester's Tear (1983)
- 47. Dün – Eros (1981)
- 48. Frank Zappa – You Can’t Do That on Stage Anymore Vol. 2 (1988)
- 49. Frank Zappa – Hot Rats (1969)
- 50. Banco Del Muto – SOCCORSO Darwin! (1972)
- 51. Caravan – If I Could Do It All Over Again, I'd Do It All Over You (1970)
- 52. Los Jaivas – Obras de Violeta Parra (1984)
- 53. Area – Arbeit Macht Frei (1973)
- 54. Steve Hackett – Voyage Of The Acolyte (1975)
- 55. Gryphon – Red Queen to Gryphon Three (1974)
- 56. Grobschnitt – Solar Music – élő (1978)
- 57. Genesis – The Lamb Lies Down on Broadway (1974)
- 58. Camel – A Live Record (1978)
- 59. Renaissance – Scheherazade and Other Stories (1975)
- 60. Happy Family – Toscco (1997)
- 61. Billy Cobham – Spectrum (1973)
- 62. Yes – Relayer (1974)
- 63. Colosseum – Valentyne Suite (1969)
- 64. Pink Floyd – Live At Pompeii (2003)
- 65. Tool – Lateralus (2001)
- 66. Camel – The Snow Goose (1975)
- 67. Gentle Giant – Octopus (1972)
- 68. Riverside – Second Life Syndrome (2005)
- 69. Robert Wyatt – Rock Bottom (1974)
- 70. Gong – Radio Gnome Invisible Vol. 3 – You (1974)
- 71. Le Orme – Felona E Sorona (1973)
- 72. Jaivas, Los – Alturas de Machu Picchu (1981)
- 73. Kraftwerk – The Man Machine (Die Mensch-Maschine) (1978)
- 74. Phoenix – Cantofabule (1975)
- 75. A.C.T. – Last Epic (2003)
- 76. Gentle Giant – Free Hand (1975)
- 77. SLOCHE – J'un Oeil (1975)
- 78. Pain of Salvation – Remedy Lane (2002)
- 79. Barclay James Harvest (BJH) – Barclay James Harvest – koncertlemez (1974)
- 80. Wishbone Ash – Argus (1972)
- 81. Yes – Symphonic Live (2002)
- 82. The Doors – The Doors (1967)
- 83. Van der Graaf Generator – Still Life (1976)
- 84. Rush – Different Stages – koncertlemez (1998)
- 85. PHISH – Junta (1989)
- 86. Rush – Permanent Waves (1980)
- 87. Steve Hackett – Spectral Mornings (1979)
- 88. Jethro Tull – Aqualung (1971)
- 89. Camel – Mirage (1974)
- 90. Marillion – Recital Of The Script (1983)
- 91. CRUCIS – Kronologia (1995)
- 92. Iron Maiden – Seventh Son of a Seventh Son (1988)
- 93. Shadow Gallery – Room V (2005)
- 94. Mike Oldfield – Ommadawn (1975)
- 95. Klaus Schulze – X (1978)
- 96. FINCH – Glory of the Inner Force (1975)
- 97. King Crimson – The Great Deceiver: Live 1973–1974 (1992)
- 98. Psychotic Waltz – Into the Everflow (1992)
- 99. Genesis – A Trick of the Tail (1976)
- 100. Psychotic Waltz – A Social Grace (1990)

## Külső hivatkozások
- Progarchives
- Mi a progresszív rock?
- Progresszív rock.lap.hu – linkgyűjtemény
- literatura.hu
- petergabriel.lap.hu
- genesis.lap.hu
- jethrotull.lap.hu
- marillion.lap.hu
- pinkfloyd.lap.hu
- rush.lap.hu
- yes.lap.hu
- Yes biográfia